# Armorial des communes de la Moselle (A - K)

Blason de la Moselle, combinant les armes pleines de l'Évêché de Metz, de Lorraine, de Bar, de Luxembourg et de la Ville de Metz sur le tout.

Cette page dresse la liste des armoiries (figures et blasonnements) officielles des communes de Moselle de A à K. Les communes dont le blason est à enquerre sont incluses, mais celles ne disposant pas d'un blason , et celles portant un pseudo-blason (dessin d'amateurs ne respectant aucune règle de construction héraldique) sont volontairement exclus de l'armorial. Leur statut est mentionné cependant.

0 dessin(s) en attente (voir : )

## Blason de la Moselle
Écartelé au 1er de gueules au dextrochère de carnation vêtu d'azur, mouvant d'une nuée d'argent tenant une épée de même garnie d'or accostée de deux cailloux d'or, au 2e d'or à la bande de gueules chargée de trois alérions d'argent, au 3e d'azur semé de croix recroisetées au pied fiché d'or à deux bars adossés de même, au 4e burelé d'argent et d'azur de dix pièces au lion de gueules à double queue armé, lampassé et couronné d'or, sur le tout parti d'argent et de sable.
Ces armoiries retracent l'histoire et la formation du département de la Moselle.
| L'ÉVÊCHÉ (Arme du Chapitre de la Cathédrale de Metz) |

L'épée de la décapitation de saint Paul et les deux pierres de la lapidation de Saint Étienne, patron de la Cathédrale Saint-Étienne de Metz.
LE DUCHÉ DE LORRAINE
Ce blason est en fait à l'origine celui de la maison d'Alsace dont les ducs de Lorraine sont issus.
La légende raconte que les trois alérions qui composent le blason des ducs de Lorraine seraient dus à la formidable adresse de Godefroy de Bouillon qui, à la prise de Jérusalem, aurait réussi le tour de force d'embrocher en vol ces trois oiseaux d'une seule flèche.
LE DUCHÉ DE BAR
Une légende du 15e siècle dit que Thiébaut, dernier comte de Mousson, portant d'azur semé de croisettes recroisetées au pied fiché d'or, maria sa fille unique au comte de Bar. Leur fils prit le blason de sa mère et y ajouta les deux bars que portait son père.
LE DUCHÉ DU LUXEMBOURG
L'origine des armoiries de l'État luxembourgeois remonte au Moyen Âge. Elles furent fixées autour de l'année 1235 par le comte Henri V de Luxembourg
LA VILLE DE METZ
Celui de Metz qui a survécu jusqu’à aujourd’hui est des plus simples : « mi-partie d’argent et de sable avec une pucelle pour support » (en langage héraldique) : coupé en deux, noir à droite et blanc à gauche
Un couplet d’une chanson de 1541 explique le symbolisme de ces couleurs : 
Qui les couleurs voudra savoir De nos armes ? C’est blanc et noir. C’est que par blanc : Vitas bonis, Et par noir : Mors est malis » 
(par le blanc : la vie aux bons ; par le noir : la mort aux méchants)
Pour les articles homonymes, voir Armorial des communes de la Moselle.
- Haut – A
- B
- C
- D
- E
- F
- G
- H
- I
- J
- K
- L
- M
- N
- O
- P
- Q
- R
- S
- T
- U
- V
- W
- X
- Y
- Z

## A
| Blason de Aboncourt | Blason  | D'argent à la croix cantonnée aux 1er et 4e d'un lion, aux 2d et 3e d'un alérion, le tout de gueules. |
| Blason de Aboncourt | Détails | Le statut officiel du blason reste à déterminer.                                                      |

| Blason de Aboncourt-sur-Seille | Blason  | Parti d'or à une clef de gueules, et du même à un saumon contourné d'argent. |
| Blason de Aboncourt-sur-Seille | Détails | Le statut officiel du blason reste à déterminer.                             |

| Blason de Abreschviller | Blason  | D'azur à trois pommes de pin d'or.                                                                                |
| Blason de Abreschviller | Détails | Conflit héraldique : le dessin ne montre que deux pommes de pin. Le statut officiel du blason reste à déterminer. |

| Blason de Achain | Blason  | D'azur à un monde croisé d'or cintré de sable, à la bordure d’argent chargée de huit coquilles de gueules.       |
| Blason de Achain | Détails | Conflit héraldique : la bordure ne montre que quatre coquilles. Le statut officiel du blason reste à déterminer. |

| Blason de Achâtel | Blason  | Parti d'un mi-parti d'azur à deux bars d'or adossés cantonnés de quatre croisettes recroisetées au pied fiché du même ; et de gueules au dextrochère de carnation vêtu d'azur, mouvant d'une nuée d'argent, tenant une épée du même garnie d'or accostée de deux cailloux du même ; à la champagne crénelée d'argent et maçonnée de sable brochant sur le parti. —OU— Mi-parti de Barrois, parti de l'Évêché de Metz, à la champagne crénelée d'argent maçonnée de sable brochant sur le tout. |
| Blason de Achâtel | Détails | Blason historique, la commune d'Achâtel ayant fusionné pour former la commune nouvelle de Sailly-Achâtel. Le statut officiel du blason reste à déterminer. |

| Blason de Achen | Blason  | Coupé de gueules au chevron ployé d'argent, à deux clefs d'or passées en sautoir brochant sur le tout ; et du même à la croix patriarcale du premier . |
| Blason de Achen | Détails | Le statut officiel du blason reste à déterminer. |

| Blason de Adaincourt | Blason  | D'azur à un griffon d'or, au chef d'argent chargé de trois étoiles de gueules. |
| Blason de Adaincourt | Détails | Le statut officiel du blason reste à déterminer.                               |

| Blason de Adelange | Blason  | Coupé d'or à une croix de gueules, au franc-quartier d'argent chargé d'un lion de sable, armé et lampassé du second et couronné du premier, et du second à un chien arrêté du troisième. |
| Blason de Adelange | Détails | Le statut officiel du blason reste à déterminer. |

| Blason de Ajoncourt | Blason  | D'azur à quinze billettes d'or, 5 – 4 – 3 – 2 – 1. |
| Blason de Ajoncourt | Détails | Le statut officiel du blason reste à déterminer.   |

| Blason de Alaincourt-la-Côte | Blason  | De gueules au pal d'argent accompagné de deux alérions du même. |
| Blason de Alaincourt-la-Côte | Détails | Le statut officiel du blason reste à déterminer.                |

| Blason de Albestroff | Blason  | De gueules à un dextrochère de carnation vêtu d'azur, mouvant d'un nuage d'argent, tenant une épée du même garnie d'or accostée de deux cailloux aussi d'or. |
| Blason de Albestroff | Détails | Reprise sans brisure des armes de l'Éveché de Metz. |

| Blason de Algrange | Blason  | De gueules à un marteau contourné d'argent, à un dragon d'or aux ailes déployées et à la tête contournée, brochant sur le tout, la queue tortillée autour du manche du marteau. |
| Blason de Algrange | Détails | Le statut officiel du blason reste à déterminer. |

| Blason de Alsting | Blason  | D'argent à deux clefs passées en sautoir, l'une d'azur et l'autre de gueules, accompagnées en chef d'une tête de lion de sable et en pointe d'une croisette pattée du même.                                                              |
| Blason de Alsting | Détails | Le blasonnement ci-dessus ne mentionne pas la couleur de chaque clé ("l'une d'azur, l'autre de gueules") ; aussi un blason ou les clés verraient leur émail inversé, resterait valable. Le statut officiel du blason reste à déterminer. |

| Blason de Altrippe | Blason  | De gueules à deux clefs d'or passées en sautoir, à l'agneau pascal d'argent brochant en abîme; à la champagne ondée du même. |
| Blason de Altrippe | Détails | Certaines sources donnent une terrasse d'azur ce qui serait Fautif. Le statut officiel du blason reste à déterminer.         |

| Blason de Altviller | Blason  | De gueules à la colombe du saint-Esprit fondante d'argent tenant dans son bec la sainte Ampoule, accompagnée de deux cailloux d'or en pointe. |
| Blason de Altviller | Détails | Le statut officiel du blason reste à déterminer.                                                                                              |

| Blason de Alzing | Blason  | D'azur à trois lionceaux couronnés d'argent, à la croix alésée d'or brochant sur le tout.          |
| Blason de Alzing | Détails | Conflit héraldique : le dessin montre deux lions. Le statut officiel du blason reste à déterminer. |

| Blason de Amanvillers | Blason  | De gueules à la fleur de lis d'argent florencée de sinople, accompagnée de trois molettes d'or, percées d'argent.                                                                                      |
| Blason de Amanvillers | Détails | Conflit héraldique : le dessin ne montre que deux molettes et montre deux palmes naissant de la fleur de lys, comme pour le blason de Bettelainville. Le statut officiel du blason reste à déterminer. |

| Blason de Amelécourt | Blason  | D'argent à l'écusson de gueules, le tout chapé d'azur. |
| Blason de Amelécourt | Détails | Le statut officiel du blason reste à déterminer.       |

| Blason de Amnéville | Blason  | D'azur à deux bars adossés d'or, accompagnés de la colombe du Saint-Esprit fondante d'argent tenant dans son bec la sainte Ampoule d'or en chef et de trois croisettes recroisetées au pied fiché du même aux flancs et en pointe. |
| Blason de Amnéville | Détails | Brisure des armes de Barrois par l'addition de cette colombe fondant d'argent en chef. Le statut officiel du blason reste à déterminer.                                                                                            |

| Blason de Ancerville | Blason  | D'hermine à quatre fasces de gueules.            |
| Blason de Ancerville | Détails | Le statut officiel du blason reste à déterminer. |

| Blason de Ancy-sur-Moselle | Blason  | De gueules au dragon d'argent, surmonté d'une croisette d'or. |
| Blason de Ancy-sur-Moselle | Détails | Le statut officiel du blason reste à déterminer.              |

| Blason de Angevillers | Blason  | Parti de gueules à un dextrochère de carnation vêtu d'azur, mouvant d'un nuage d'argent, tenant une épée du même garnie d'or, accostée de deux cailloux du même (Évêché de Metz), et d'argent à trois chevrons de gueules. |
| Blason de Angevillers | Détails | Le statut officiel du blason reste à déterminer. |

| Blason de Angviller-lès-Bisping | Blason  | De gueules à trois bandes courbées d'argent, à la crosse d'or brochant en barre. |
| Blason de Angviller-lès-Bisping | Détails | Le statut officiel du blason reste à déterminer.                                 |

| Blason de Antilly | Blason  | Écartelé : aux 1er et 4e d'azur à une palme d'argent posée en bande, au 2e de gueules à trois annelets entrelacés d'or, au 3e de gueules au chevron d'or, accompagné en chef de deux croissants d'argent et en pointe d'une étoile du même. |
| Blason de Antilly | Détails | Armes de la famille Goussaud qui possédait la seigneurie au XVIIIe siècle. Le statut officiel du blason reste à déterminer. |

| Blason de Anzeling | Blason  | D'or à la bande de sable chargée de trois tours d'argent. |
| Blason de Anzeling | Détails | Le statut officiel du blason reste à déterminer.          |

| Blason de Apach | Blason  | D'or à la bande de gueules chargée de trois coquilles d'argent, à une crosse du second brochant en barre. |
| Blason de Apach | Détails | Le statut officiel du blason reste à déterminer.                                                          |

| Blason de Argancy | Blason  | De gueules à un mur d'or, maçonné de sable, mouvant d'une rivière ondée d'azur, sommé d'un dextrochère de carnation, vêtu d'azur, mouvant d'une nuée d'argent, et tenant une épée du même, garnie d'or, accostée en chef de deux cailloux aussi d'or. |
| Blason de Argancy | Détails | Reprise des armes de l'Évêché de Metz, sommant de ce mur maçonné surmontant la rivière. Le statut officiel du blason reste à déterminer. |

| Blason de Arraincourt | Blason  | D'azur à une gerbe de blé d'or surmontée d'un soleil du même. |
| Blason de Arraincourt | Détails | Le statut officiel du blason reste à déterminer.              |

| Blason de Arriance | Blason  | Parti de gueules à une clef d'or adextrée d'une croix patriarcale d'argent ; et de sable au lion du troisième, couronné, armé et lampassé du second. |
| Blason de Arriance | Détails | Le statut officiel du blason reste à déterminer. |

| Blason de Arry | Blason  | Mi-parti : au premier d'azur semé de croisettes recroisetées au pied fiché d'or aux deux bars adossés du même brochant sur le tout, celui de dextre engoulant un anneau aussi d'or, au second de gueules à la croix d'argent. |
| Blason de Arry | Détails | Reprise des armes de Barrois à dextre, brisées par l'ajout de l'anneau d'or. Le statut officiel du blason reste à déterminer.                                                                                                 |

| Blason de Ars-Laquenexy | Blason  | Coupé: au 1er d'argent à la croisette de gueules, au 2e d'azur à deux flammes d'or; à la divise de sable brochant sur la partition. |
| Blason de Ars-Laquenexy | Détails | Le statut officiel du blason reste à déterminer.                                                                                    |

| Blason de Ars-sur-Moselle | Blason  | Parti d'or à une tour de sable maçonnée d'argent, ouverte du champ sur toute sa hauteur, et soutenue d'une fasce ondée d'azur ; et de gueules à un dextrochère de carnation vêtu d'azur mouvant d'un nuage d'argent, tenant une épée d'argent garnie d'or accostée de deux cailloux du même. |
| Blason de Ars-sur-Moselle | Détails | Reprise des armes de l'Évêché de Metz au champ senestre. Le statut officiel du blason reste à déterminer. |

| Blason de Arzviller | Blason  | Coupé : au 1 d'or, au lion issant d'azur, couronné, armé et lampassé du champ ; au 2, fuselé d'argent et de gueules. |
| Blason de Arzviller | Détails | |

| Blason de Aspach | Blason  | De gueules à une étoile de six rais d'or, à la bordure de même. |
| Blason de Aspach | Détails | Le statut officiel du blason reste à déterminer.                |

| Blason de Assenoncourt | Blason  | De gueules au dextrochère de carnation, vêtu d'argent, issant d'un nuage d'argent bordé d'azur mouvant du canton senestre, tenant une clef d'or posée en bande. |
| Blason de Assenoncourt | Détails | Le statut officiel du blason reste à déterminer. |

| Blason de Attilloncourt | Blason  | Parti de gueules et d'argent, à la bordure d'azur. |
| Blason de Attilloncourt | Détails | Le statut officiel du blason reste à déterminer.   |

| Blason de Aube | Blason  | D'azur à deux crosses d'or passées en sautoir, au clocher d'argent mouvant de la pointe brochant sur le tout. |
| Blason de Aube | Détails | Le statut officiel du blason reste à déterminer.                                                              |

| Blason de Audun-le-Tiche | Blason  | Parti: au 1er mi-parti d'azur à deux bars adossés d'or accompagnés de quatre croisettes recroisetées au pied fiché du même, au 2e mi-parti d'or à l'aigle bicéphale de sable, becquée et membrée de gueules; au marteau de mineur renversé de gueules brochant sur la partition. |
| Blason de Audun-le-Tiche | Détails | Le statut officiel du blason reste à déterminer. |

| Blason de Augny | Blason  | De gueules à la fasce d'argent, accompagnée en chef d'une croisette tréflée d'or, et en pointe d'une coquille d'argent. |
| Blason de Augny | Détails | Le statut officiel du blason reste à déterminer.                                                                        |

| Blason de Aulnois-sur-Seille | Blason  | D'argent à la fasce de sable, au lion léopardé de gueules en chef. |
| Blason de Aulnois-sur-Seille | Détails | Le statut officiel du blason reste à déterminer.                   |

| Blason de Aumetz | Blason  | D'azur à deux bars adossés d'or accompagnés en chef d'un massacre de cerf sommé d'une croisette du même et en pointe d'un fer de lance de gueules mouvant de la pointe. |
| Blason de Aumetz | Détails | * Il y a là non-respect de la règle de contrariété des couleurs : ces armes sont fautives (gueules sur azur). Le statut officiel du blason reste à déterminer.          |

| Blason de Avricourt | Blason  | D'azur à trois aiglettes couronnées d'argent, au chef d'or chargé d'un sanglier de sable défendu d'argent. |
| Blason de Avricourt | Détails | Le statut officiel du blason reste à déterminer.                                                           |

| Blason de Ay-sur-Moselle | Blason  | De sable à la croix échiquetée d'or et de gueules. |
| Blason de Ay-sur-Moselle | Détails | Adopté le 3 février 1954.                          |

| Blason de Azoudange | Blason  | Parti: au 1er mi-parti de gueules à deux saumons adossés d'argent, et au 2e d'argent à la croix de gueules. |
| Blason de Azoudange | Détails | Le statut officiel du blason reste à déterminer.                                                            |

- Haut – A
- B
- C
- D
- E
- F
- G
- H
- I
- J
- K
- L
- M
- N
- O
- P
- Q
- R
- S
- T
- U
- V
- W
- X
- Y
- Z

## B
| Blason de Bacourt | Blason  | De gueules au lion couronné d'or.                |
| Blason de Bacourt | Détails | Le statut officiel du blason reste à déterminer. |

| Blason de Baerenthal | Blason  | De sable à un ours passant d'argent, chapé-ployé d'or à une étoile de gueules à dextre.    |
| Blason de Baerenthal | Détails | Armes parlantes. (nom allemand de l'ours) Le statut officiel du blason reste à déterminer. |

| Blason de Bambiderstroff | Blason  | Coupé burelé d'argent et d'azur de dix pièces au lion issant de gueules à double queue, armé, lampassé et couronné d'or, et de gueules à un chêne arraché d'argent. |
| Blason de Bambiderstroff | Détails | Le statut officiel du blason reste à déterminer. |

| Blason de Bannay | Blason  | De gueules à trois chevrons d'argent, au rencontre de cerf crucifère d'or brochant sur le tout. |
| Blason de Bannay | Détails | Le statut officiel du blason reste à déterminer.                                                |

| Blason de Ban-Saint-Martin (Le) | Blason  | De gueules à l'alérion d'argent soutenu d'une lettre S couronnée d'or ; chapé d'azur à deux fleurs de lys d'or. |
| Blason de Ban-Saint-Martin (Le) | Détails | Le statut officiel du blason reste à déterminer.                                                                |

| Blason de Barchain | Blason  | Parti, au premier mi-parti de gueules à deux saumons adossés d'or, accompagnés de quatre croisettes recroisetées au pied fiché du même, au second d'or au lion d'azur, armé, couronné et lampassé d'or. |
| Blason de Barchain | Détails | Armes parlantes. (bar) Le statut officiel du blason reste à déterminer. |

| Blason de Baronville | Blason  | Parti de gueules au dextrochère de carnation, paré d'azur, mouvant d'une nuée d'argent, tenant une épée du même garnie d'or, accostée en chef de deux cailloux du même ; et d'un mi-parti de gueules à deux bars d'argent accompagnés de quatre croisettes recroisetées au pied fiché du même. |
| Blason de Baronville | Détails | Armes parlantes. (bar) Le statut officiel du blason reste à déterminer. |

| Blason de Barst | Blason  | D'azur à un agneau d'argent surmonté d'une fleur de lys d'or ; à la bordure du second. |
| Blason de Barst | Détails | Le statut officiel du blason reste à déterminer.                                       |

| Blason de Basse-Ham | Blason  | De gueules à une église d'argent.                |
| Blason de Basse-Ham | Détails | Le statut officiel du blason reste à déterminer. |

| Blason de Basse-Rentgen | Blason  | Écartelé d'argent à deux cotices en bande de gueules, et d'un fascé d'or et d'azur de six pièces. |
| Blason de Basse-Rentgen | Détails | Le statut officiel du blason reste à déterminer.                                                  |

| Blason de Bassing | Blason  | Parti de gueules à trois bandes courbées d'argent et du second à la fasce du premier ; une lance d'or brochant sur le parti. |
| Blason de Bassing | Détails | Le statut officiel du blason reste à déterminer.                                                                             |

| Blason de Baudrecourt | Blason  | Parti d'or à la clef de gueules, mi-parti d'azur à l'aigle du premier. |
| Blason de Baudrecourt | Détails | Le statut officiel du blason reste à déterminer.                       |

| Blason de Bazoncourt | Blason  | De gueules au monde croiseté d'or, cerclé et cintré d'argent.                                                                                               |
| Blason de Bazoncourt | Détails | * Il y a là non-respect de la règle de contrariété des couleurs : ces armes sont fautives (argent sur or). Le statut officiel du blason reste à déterminer. |

| Blason de Bébing | Blason  | Taillé d'or et de sable au lion d'azur dans l'or et d'argent dans le sable, armé, couronné et lampassé d'or. |
| Blason de Bébing | Détails | Le statut officiel du blason reste à déterminer.                                                             |

| Blason de Béchy | Blason  | D'argent à la fasce d'azur, accompagnée en chef d'un lambel à quatre pendants de gueules. |
| Blason de Béchy | Détails | Le statut officiel du blason reste à déterminer.                                          |

| Blason de Behren-lès-Forbach | Blason  | Coupé d'argent au lion léopardé de sable, et du même à l'ours passant du premier.          |
| Blason de Behren-lès-Forbach | Détails | Armes parlantes. (nom allemand de l'ours) Le statut officiel du blason reste à déterminer. |

| Blason de Bellange | Blason  | De gueules à la colombe d'argent tenant dans son bec la sainte Ampoule d'or, surmontée de deux cailloux du même. |
| Blason de Bellange | Détails | Le statut officiel du blason reste à déterminer.                                                                 |

| Blason de Belles-Forêts | Blason  | Écartelé de gueules à trois bandes courbées d'argent, une crosse d'or brochant en barre ; et de gueules au rosier de cinq roses d'argent, chargé en cœur d'un vase à parfum d'or. |
| Blason de Belles-Forêts | Détails | Le statut officiel du blason reste à déterminer. |

| Blason de Bénestroff | Blason  | De gueules à trois chevrons d'argent; sur le tout d'or au sautoir de sable. |
| Blason de Bénestroff | Détails | Le statut officiel du blason reste à déterminer.                            |

| Blason de Béning-lès-Saint-Avold | Blason  | D'azur à la crosse d'or accostée en chef de deux cailloux d'or, un livre ouvert d'argent brochant sur le tout. |
| Blason de Béning-lès-Saint-Avold | Détails | Le statut officiel du blason reste à déterminer.                                                               |

| Blason de Berg-sur-Moselle | Blason  | D'argent à l'aigle de sable, becquée et membrée de gueules, à la bordure de gueules chargée de huit coquilles d'or. |
| Blason de Berg-sur-Moselle | Détails | Le statut officiel du blason reste à déterminer.                                                                    |

| Blason de Bérig-Vintrange | Blason  | De gueules au cheval passant d'argent, accompagné en chef de deux cailloux d'or. |
| Blason de Bérig-Vintrange | Détails | Le statut officiel du blason reste à déterminer.                                 |

| Blason de Berling | Blason  | Coupé d'or au lion issant d'azur armé, couronné et lampassé d'or, et de sable à l'ourson d'argent.                                                                                   |
| Blason de Berling | Détails | Armes parlantes. (nom allemand de l'ours) Conflit héraldique : le dessin montre un ours, comme sur le blason de Behren-lès-Forbach. Le statut officiel du blason reste à déterminer. |

| Blason de Bermering | Blason  | D'azur à l'aigle éployée d'or, chapé de gueules chargé de deux glands renversés d'argent. |
| Blason de Bermering | Détails | Le statut officiel du blason reste à déterminer.                                          |

| Blason de Berthelming | Blason  | D'azur à la fasce ondée abaissée d'argent sommée d'un col de cygne du même, becqué de gueules. |
| Blason de Berthelming | Détails | Le statut officiel du blason reste à déterminer.                                               |

| Blason de Bertrange | Blason  | Burelé d'or et d'azur de dix pièces.             |
| Blason de Bertrange | Détails | Le statut officiel du blason reste à déterminer. |

| Blason de Berviller-en-Moselle | Blason  | De gueules à un fer de bêche d'or, accompagné en chef de deux roses d'argent, feuillées de sinople, et en pointe d'une étoile d'argent. |
| Blason de Berviller-en-Moselle | Détails | Le statut officiel du blason reste à déterminer.                                                                                        |

| Blason de Bettange | Blason  | De gueules à une clef d'or et une épée d'argent garnie d'or passées en sautoir, accompagnées en chef d'une croisette aussi d'or. |
| Blason de Bettange | Détails | Le statut officiel du blason reste à déterminer.                                                                                 |

| Blason de Bettborn | Blason  | Tiercé chapé ployé, au premier d'azur à la fasce d'argent, au deuxième d'or au lion d'azur armé, couronné et lampassé d'or et au troisième de sable à la croix de Malte d'argent. |
| Blason de Bettborn | Détails | Le statut officiel du blason reste à déterminer. |

| Blason de Bettelainville | Blason  | Coupé d'un parti d'argent à une croix de gueules cantonnée de quatre serres de sable, et de gueules à une fleur de lys d'argent d'où naissent deux palmes de sinople ; et d'argent à trois chevrons de sable. |
| Blason de Bettelainville | Détails | Le statut officiel du blason reste à déterminer. |

| Blason de Betting | Blason  | D'or à un cep de vigne de sinople, fruité de trois grappes de gueules. |
| Blason de Betting | Détails | Le statut officiel du blason reste à déterminer.                       |

| Blason de Bettviller | Blason  | D'or à deux bisses affrontées de gueules, les queues passées en sautoir, accompagnées en chef d'une croix patriarcale du même. |
| Blason de Bettviller | Détails | Le statut officiel du blason reste à déterminer.                                                                               |

| Blason de Beux | Blason  | Parti d'un barré d'or et d'azur de huit pièces, et d'un bandé d'argent et de gueules de huit pièces. |
| Blason de Beux | Détails | Le statut officiel du blason reste à déterminer.                                                     |

| Blason de Beyren-lès-Sierck | Blason  | Écartelé de gueules à l'écusson d'argent, et du même à la croix ancrée du premier, une crosse d'or brochant sur le parti. |
| Blason de Beyren-lès-Sierck | Détails | Le statut officiel du blason reste à déterminer.                                                                          |

| Blason de Bezange-la-Petite | Blason  | Parti, au premier mi-parti de gueules à deux saumons d'argent cantonnés de quatre croisettes recroisetées au pied fiché du même, au second d'or à l'ours de sable, colleté de gueules. |
| Blason de Bezange-la-Petite | Détails | Le statut officiel du blason reste à déterminer. |

| Blason de Bibiche | Blason  | De gueules au castor d'argent, accompagné en chef de trois coquilles du même rangées en chef.                                         |
| Blason de Bibiche | Détails | Armes parlantes (anciennement "Bibersheim", littéralement "le village des castors"). Le statut officiel du blason reste à déterminer. |

| Blason de Bickenholtz | Blason  | D'azur à la lettre M onciale d'argent couronnée d'or, accompagnée de trois roses du même. |
| Blason de Bickenholtz | Détails | Le statut officiel du blason reste à déterminer.                                          |

| Blason de Bidestroff | Blason  | D'azur à trois festons d'or.                     |
| Blason de Bidestroff | Détails | Le statut officiel du blason reste à déterminer. |

| Blason de Biding | Blason  | Parti d'argent à la fasce de gueules, à la crosse d'azur brochant sur le tout, et de sable au lion d'argent, couronné, armé et lampassé d'or. |
| Blason de Biding | Détails | Le statut officiel du blason reste à déterminer.                                                                                              |

| Blason de Bining | Blason  | D'or au sapin terrassé de sinople, chapé de gueules à deux alérions d'argent. |
| Blason de Bining | Détails | Le statut officiel du blason reste à déterminer.                              |

| Blason de Bioncourt | Blason  | D'argent à la fasce d'azur.                      |
| Blason de Bioncourt | Détails | Le statut officiel du blason reste à déterminer. |

| Blason de Bionville-sur-Nied | Blason  | Parti d'or à une fasce d'azur, accompagnée en chef d'une aigle issante de sable, et en pointe d'une rose de gueules ; et de gueules à deux clefs d'or passées en sautoir, les pannetons affrontés; et une fleur de lys d'argent d'où naissent deux palmes de sinople, en abîme. |
| Blason de Bionville-sur-Nied | Détails | Le statut officiel du blason reste à déterminer. |

| Blason de Bisping | Blason  | De gueules au rosier d'argent fleuri de cinq pièces 1, 2 et 2, au vase à parfum d'or brochant sur le tout en cœur. |
| Blason de Bisping | Détails | Le statut officiel du blason reste à déterminer.                                                                   |

| Blason de Bisten-en-Lorraine | Blason  | Coupé de Lorraine et de gueules à un croissant d'or accompagné de trois glands renversés d'argent. |
| Blason de Bisten-en-Lorraine | Détails | Le statut officiel du blason reste à déterminer.                                                   |

| Blason de Bistroff | Blason  | Coupé de gueules à deux cailloux d'or et d'azur à deux clous d'argent, une lance d'or brochant sur le tout, mouvant de la pointe. |
| Blason de Bistroff | Détails | Le statut officiel du blason reste à déterminer.                                                                                  |

| Blason de Bitche | Blason  | D'argent à la macle gringolée de sable, le premier serpent ondoyant en chef mouvant du flanc senestre de la pièce, la tête vers le chef posée en bande au canton dextre, le second serpent contourné ondoyant en pointe mouvant du flanc dextre de la pièce, la tête vers le chef posée en barre au canton senestre. |
| Blason de Bitche | Détails | Le statut officiel du blason reste à déterminer. |

| Blason de Blanche-Église | Blason  | Parti de gueules à l'église d'argent et d'or chargé d'un ours de sable, colleté de gueules. |
| Blason de Blanche-Église | Détails | Armes parlantes. Le statut officiel du blason reste à déterminer.                           |

| Blason de Bliesbruck | Blason  | Losangé de gueules et d'argent.                                           |
| Blason de Bliesbruck | Détails | Blason des Chevaliers DE BRUCKEN sires de Bliesbruck du XIe au XVe siècle |

| Blason de Blies-Ébersing | Blason  | Coupé ondé, au 1er d'azur et au 2d d'or à un sanglier de sable défendu d'argent. |
| Blason de Blies-Ébersing | Détails | Le statut officiel du blason reste à déterminer.                                 |

| Blason de Blies-Guersviller | Blason  | De France ancien à la bande de gueules chargée de trois alérions d'argent.                                                                           |
| Blason de Blies-Guersviller | Détails | Création obtenue par brisure des armes de France ancien à l'aide de la bande des armes de Lorraine. Le statut officiel du blason reste à déterminer. |

| Blason de Boucheporn | Blason  | Écartelé au 1er de gueules à trois glands renversés d'argent, aux 2d et 3e d'azur à trois annelets entrelacés d'or, au 4e de gueules à une pomme de pin tigée et feuillée d'argent. |
| Blason de Boucheporn | Détails | Le statut officiel du blason reste à déterminer. |

| Blason de Boulange | Blason  | De gueules à un dextrochère de carnation vêtu d'azur, mouvant d'un nuage d'argent tenant une épée d'argent garnie d'or, accostée de deux cailloux du même, une étoile à six rais aussi d'or brochant en cœur sur la lame. |
| Blason de Boulange | Détails | Reprise des armes de l'Évêché de Metz, brisées d'une étoile d'or à 6 rais en abîme. Le statut officiel du blason reste à déterminer.                                                                                      |

| Blason de Boulay-Moselle | Blason  | D'or à la bande de gueules chargée de trois alérions d'argent, accompagnée de deux croisettes ancrées du second.                             |
| Blason de Boulay-Moselle | Détails | Reprise des armes de Lorraine, brisées par les deux croisettes ancrées de gueules en barre. Le statut officiel du blason reste à déterminer. |

| Blason de Bourdonnay | Blason  | De gueules au bourdon d'or posé en pal, accosté de deux saumons adossés d'argent. |
| Blason de Bourdonnay | Détails | Armes parlantes. (bourdon) Le statut officiel du blason reste à déterminer.       |

| Blason de Bourgaltroff | Blason  | Parti de gueules à un dextrochère de carnation, vêtu d'azur, mouvant d'un nuage d'argent, tenant une épée d'argent garnie d'or, accostée de deux cailloux du même ; et du même au lion du premier. |
| Blason de Bourgaltroff | Détails | Le statut officiel du blason reste à déterminer. |

| Blason de Bourscheid | Blason  | Coupé: au 1er de gueules au chevron ployé d'argent, au 2e d'or au chêne de sinople mouvant de la pointe. |
| Blason de Bourscheid | Détails | Le statut officiel du blason reste à déterminer.                                                         |

| Blason de Bousbach | Blason  | D'argent au lion de sable armé et lampassé de gueules, à la fasce ondée d'azur brochante. |
| Blason de Bousbach | Détails | Le statut officiel du blason reste à déterminer.                                          |

| Blason de Bousse | Blason  | D'azur à un chevron d'argent, accompagné en chef de deux merlettes affrontées d'or, et en pointe d'une rose du même. |
| Blason de Bousse | Détails | Le statut officiel du blason reste à déterminer.                                                                     |

| Blason de Bousseviller | Blason  | D'azur à trois annelets d'or.                    |
| Blason de Bousseviller | Détails | Le statut officiel du blason reste à déterminer. |

| Blason de Boust | Blason  | Parti d'or à l'ours dressé contourné de sable, colleté de gueules ; et du même au lion d'argent à queue fourchue passée en sautoir, couronné, armé, et lampassé du premier. |
| Blason de Boust | Détails | Le statut officiel du blason reste à déterminer. |

| Blason de Boustroff | Blason  | De gueules à la crosse accostée en chef de deux cailloux, et à un massacre de cerf crucifère brochant, le tout d'or. |
| Blason de Boustroff | Détails | Le statut officiel du blason reste à déterminer.                                                                     |

| Blason de Bouzonville | Blason  | D'or à la fasce de gueules chargée d'un renard passant d'argent, accompagnée en chef d'une croisette de gueules. |
| Blason de Bouzonville | Détails | Le statut officiel du blason reste à déterminer.                                                                 |

| Blason de Bréhain | Blason  | De gueules à une lance d'or mouvant d'une rivière ondée d'argent accompagnée de deux saumons adossés du même. |
| Blason de Bréhain | Détails | Le statut officiel du blason reste à déterminer.                                                              |

| Blason de Breidenbach | Blason  | D'or à la fasce ondée d'azur, à la rencontre de cerf sommée d'une croix de Lorraine de gueules brochant sur le tout. |
| Blason de Breidenbach | Détails | Le statut officiel du blason reste à déterminer.                                                                     |

| Blason de Breistroff-la-Grande | Blason  | Parti d'un fascé d'or et d'azur de six pièces, et du premier à l'ours dressé de sable, colleté de gueules. |
| Blason de Breistroff-la-Grande | Détails | Le statut officiel du blason reste à déterminer.                                                           |

| Blason de Brettnach | Blason  | Écartelé d'azur à la croix d'or, et d'argent à une rose de gueules. |
| Blason de Brettnach | Détails | Le statut officiel du blason reste à déterminer.                    |

| Blason de Bronvaux | Blason  | D'argent à un gril d'azur ; chapé du même à deux bars adossés d'or. |
| Blason de Bronvaux | Détails | Le statut officiel du blason reste à déterminer.                    |

| Blason de Brouck | Blason  | De sinople à un croissant d'or, accompagné de trois feuilles d'ache d'argent. |
| Blason de Brouck | Détails | Le statut officiel du blason reste à déterminer.                              |

| Blason de Brouderdorff | Blason  | D'or à deux lions adossés aux queues nouées d'azur, armés, couronnés et lampassés du champ. |
| Blason de Brouderdorff | Détails | Le statut officiel du blason reste à déterminer.                                            |

| Blason de Brouviller | Blason  | De gueules à la colombe d'argent tenant dans son bec la Sainte Ampoule d'or, accompagnée de trois roses du même. |
| Blason de Brouviller | Détails | Le statut officiel du blason reste à déterminer.                                                                 |

| Blason de Brulange | Blason  | D'azur au chevron d'or, accompagné en chef de deux étoiles d'argent, et en pointe d'un vase garni de cinq roses tigées et feuillées le tout d'or. |
| Blason de Brulange | Détails | Le statut officiel du blason reste à déterminer.                                                                                                  |

| Blason de Buchy | Blason  | Chevronné d'or et d'azur de huit pièces, au cheval passant d'argent brochant sur le tout. |
| Blason de Buchy | Détails | Le statut officiel du blason reste à déterminer.                                          |

| Blason de Buding | Blason  | De gueules au lion d'or, accompagné de trois besants du même. |
| Blason de Buding | Détails | Le statut officiel du blason reste à déterminer.              |

| Blason de Budling | Blason  | Écartelé: aux 1er et 4e d'or à l'aigle de gueules, aux 2e et 3e de gueules au vautour d'or. |
| Blason de Budling | Détails | Le statut officiel du blason reste à déterminer.                                            |

| Blason de Buhl-Lorraine | Blason  | De gueules au mont de trois coupeaux d'or soutenant un alérion d'argent. |
| Blason de Buhl-Lorraine | Détails | Le statut officiel du blason reste à déterminer.                         |

| Blason de Burlioncourt | Blason  | De gueules à deux saumons adossés d'argent accompagnés de deux cailloux d'or posés l'un en chef, l'autre en pointe. |
| Blason de Burlioncourt | Détails | Le statut officiel du blason reste à déterminer.                                                                    |

| Blason de Burtoncourt | Blason  | Parti d'azur à une croix latine posée sur un mont de trois coupeaux, le tout d'or et d'argent à la crosse contournée de gueules. |
| Blason de Burtoncourt | Détails | Le statut officiel du blason reste à déterminer.                                                                                 |

- Haut – A
- B
- C
- D
- E
- F
- G
- H
- I
- J
- K
- L
- M
- N
- O
- P
- Q
- R
- S
- T
- U
- V
- W
- X
- Y
- Z

## C
| Blason de Cappel | Blason  | De gueules à une lance d'or posée en bande, et à une chapelle d'argent brochant sur le tout. |
| Blason de Cappel | Détails | Armes parlantes. Le statut officiel du blason reste à déterminer.                            |

| Blason de Carling | Blason  | Écartelé : au 1er de France, au 2d de gueules à un puits de mine d'or, au 3e de gueules à une tour de réfrigérateur d'or, au 4e d'azur croiseté d'argent, au lion du même armé, lampassé et couronné d'or brochant. |
| Blason de Carling | Détails | Le statut officiel du blason reste à déterminer. |

| Blason de Cattenom | Blason  | Coupé d'argent et de sable, à un rais d'escarboucle d'or fleurdelisé sur la croix et pommeté sur le sautoir, brochant sur la partition. |
| Blason de Cattenom | Détails | Le statut officiel du blason reste à déterminer.                                                                                        |

| Blason de Chailly-lès-Ennery | Blason  | Parti de gueules au dextrochère de carnation, vêtu d'azur, mouvant d'un nuage d'argent, tenant une épée du même garnie d'or, accostée en chef de deux cailloux du même (Évêché de Metz) ; et du premier à la bande d'argent chargée de trois coquilles de sable. |
| Blason de Chailly-lès-Ennery | Détails | Le statut officiel du blason reste à déterminer. |

| Blason de Chambrey | Blason  | Coupé de gueules et d'or, à deux besants en chef et un tourteau en pointe, le tout de l'un en l'autre. |
| Blason de Chambrey | Détails | Le statut officiel du blason reste à déterminer.                                                       |

| Blason de Chanville | Blason  | D'azur à une bande, accompagnée en chef d'un basilic couronné, et en pointe d'une étoile à six rais, le tout d'argent. |
| Blason de Chanville | Détails | Le statut officiel du blason reste à déterminer.                                                                       |

| Blason de Charleville-sous-Bois | Blason  | Parti d'azur à un chevron d'argent bordé de gueules, accompagné en pointe d'un croissant d'argent, et de gueules à une croix pattée alaisée d'or, cantonnée de quatre besants d'argent, au chef d'or chargé de trois étoiles d'azur. |
| Blason de Charleville-sous-Bois | Détails | Le statut officiel du blason reste à déterminer. |

| Blason de Charly-Oradour | Blason  | Fascé d'or et d'azur de huit pièces, à la croix de Lorraine de sable mouvant de flammes de gueules mouvant de la pointe brochant sur le tout. |
| Blason de Charly-Oradour | Détails | Le statut officiel du blason reste à déterminer.                                                                                              |

| Blason de Château-Bréhain | Blason  | D'or à la tour donjonnée mouvant d'une champagne crénelée de gueules, le donjon sommé d'une bannière de gueules à deux saumons adossés d'argent. |
| Blason de Château-Bréhain | Détails | Le statut officiel du blason reste à déterminer.                                                                                                 |

| Blason de Château-Rouge | Blason  | De gueules à la fasce échiquetée d'azur et d'argent de deux tires. |
| Blason de Château-Rouge | Détails | Le statut officiel du blason reste à déterminer.                   |

| Blason de Château-Salins | Blason  | Parti de Lorraine et de gueules à la coquille d'argent. |
| Blason de Château-Salins | Détails | Le statut officiel du blason reste à déterminer.        |

| Blason de Château-Voué | Blason  | D'or à la tour donjonnée de gueules, chapé d'azur. |
| Blason de Château-Voué | Détails | Le statut officiel du blason reste à déterminer.   |

| Blason de Châtel-Saint-Germain | Blason  | De gueules à la tour donjonnée d'argent, pavillonnée de gueules à la croix d'argent, posée sur un mont de sinople.                                                                 |
| Blason de Châtel-Saint-Germain | Détails | Armes parlantes. * Il y a là non-respect de la règle de contrariété des couleurs : ces armes sont fautives (sinople sur gueules). Le statut officiel du blason reste à déterminer. |

| Blason de Chémery (Moselle) | Blason  | De gueules à deux saumons adossés, accompagnés en chef d'une poterie romaine, en flancs de deux croisettes recroisetées au pied fiché, en pointe d'une lettre P, le tout d'argent |
| Blason de Chémery (Moselle) | Détails | |

| Blason de Chémery-les-Deux | Blason  | D'argent à un mont de trois coupeaux de gueules, chapé d'azur |
| Blason de Chémery-les-Deux | Détails | Le statut officiel du blason reste à déterminer.              |

| Blason de Cheminot | Blason  | Chevronné d'or et d'azur de huit pièces, à l'aigle brochante d'argent. |
| Blason de Cheminot | Détails | Le statut officiel du blason reste à déterminer.                       |

| Blason de Chenois | Blason  | Mi-parti d'azur à deux bars adossés d'or cantonnés de quatre croisettes recroisetées au pied fiché du même, et mi-parti d'azur à l'aigle contournée d'or ; un chêne de sinople brochant sur le tout. |
| Blason de Chenois | Détails | Armes parlantes. (chêne) Le statut officiel du blason reste à déterminer. |

| Blason de Cherisey | Blason  | Coupé d'or au lion issant couronné de gueules, et d'azur plein. |
| Blason de Cherisey | Détails | Le statut officiel du blason reste à déterminer.                |

| Blason de Chesny | Blason  | Coupé d'or au lion issant de gueules, couronné, armé et lampassé d'azur, et d'azur à trois besants d'argent. |
| Blason de Chesny | Détails | Le statut officiel du blason reste à déterminer.                                                             |

| Blason de Chicourt | Blason  | De gueules à l'écusson d'argent accompagné de trois besants d'or. |
| Blason de Chicourt | Détails | Le statut officiel du blason reste à déterminer.                  |

| Blason de Chieulles | Blason  | D'argent au chevron d'azur, accompagné de 3 pommes de pin de sinople. |
| Blason de Chieulles | Détails | Le statut officiel du blason reste à déterminer.                      |

| Blason de Clouange | Blason  | Écartelé en sautoir : aux 1er et 4e d'or à la rose de gueules, aux 2d et 3e d'azur au bar d'or, les deux bars adossés. |
| Blason de Clouange | Détails | Le statut officiel du blason reste à déterminer.                                                                       |

| Blason de Cocheren | Blason  | Parti d'azur à la crosse d'or, un livre ouvert d'argent brochant sur le tout, et d'azur croiseté d'argent. au lion du même couronné et lampassé d'or brochant. |
| Blason de Cocheren | Détails | Le statut officiel du blason reste à déterminer. |

| Blason de Coincy | Blason  | D'azur au pal componé d'argent et de gueules.    |
| Blason de Coincy | Détails | Le statut officiel du blason reste à déterminer. |

| Blason de Coin-lès-Cuvry | Blason  | Mi-parti d'or à la tour de sable ouverte du champ, d'azur à trois fasces ondées d'argent; au chef d'azur soutenu d'or chargé de trois étoiles du même. |
| Blason de Coin-lès-Cuvry | Détails | Conflit héraldique : le dessin montre la tour non seulement ouverte mais encore ajourée d'or. Le statut officiel du blason reste à déterminer.         |

| Blason de Coin-sur-Seille | Blason  | De gueules à l'aigle d'or chargée d'un écusson fuselé d'argent et de sable. |
| Blason de Coin-sur-Seille | Détails | Le statut officiel du blason reste à déterminer.                            |

| Blason de Colligny | Blason  | D'azur au lys de jardin d'argent, tigé et feuillé de sinople, accosté de deux épis de blé d'or, le tout mouvant d'un croissant d'argent. |
| Blason de Colligny | Détails | Le statut officiel du blason reste à déterminer.                                                                                         |

| Blason de Colmen | Blason  | De gueules au dragon d'or, accompagné de trois coquilles d'argent. |
| Blason de Colmen | Détails | Le statut officiel du blason reste à déterminer.                   |

| Blason de Condé-Northen | Blason  | De gueules au pairle ondé d'azur* accompagné en chef d'une coquille d'or, à dextre d'un croissant d'argent et à senestre d'une fleur de lys du même feuillée de 2 palmes de sinople, à un alérion d'argent brochant sur le tout. |
| Blason de Condé-Northen | Détails | * Il y a là non-respect de la règle de contrariété des couleurs : ces armes sont fautives (azur sur gueules). Le statut officiel du blason reste à déterminer.                                                                   |

| Blason de Conthil | Blason  | D'argent à la fasce de gueules, au bourdon d'or brochant sur le tout. |
| Blason de Conthil | Détails | Le statut officiel du blason reste à déterminer.                      |

| Blason de Contz-les-Bains | Blason  | D'argent à la roue de sable flamboyante de gueules, au chef de gueules à trois coquilles d'argent. |
| Blason de Contz-les-Bains | Détails | Le statut officiel du blason reste à déterminer.                                                   |

| Blason de Corny-sur-Moselle | Blason  | D'azur au pal ondé d'argent, accosté de deux bars adossés d'or. |
| Blason de Corny-sur-Moselle | Détails | Le statut officiel du blason reste à déterminer.                |

| Blason de Coume | Blason  | D'argent chapé d'azur, à la comète d'or brochant en bande. |
| Blason de Coume | Détails | Le statut officiel du blason reste à déterminer.           |

| Blason de Courcelles-Chaussy | Blason  | Coupé de gueules à trois chevrons d'argent, et d'argent au lion léopardé de gueules chargé en cœur d'une étoile d'azur; à la fasce d'or brochant sur la partition. |
| Blason de Courcelles-Chaussy | Détails | * Il y a là non-respect de la règle de contrariété des couleurs : ces armes sont fautives (azur sur gueules). Le statut officiel du blason reste à déterminer.     |

| Blason de Courcelles-sur-Nied | Blason  | De gueules à la fleur de lys d'argent, d'où naissent deux palmes de sinople, accompagnée en chef de deux croisettes pommetées au pied fiché d'or. |
| Blason de Courcelles-sur-Nied | Détails | Le statut officiel du blason reste à déterminer.                                                                                                  |

| Blason de Craincourt | Blason  | D'argent à deux lions léopardés de gueules l'un au-dessus de l'autre.. |
| Blason de Craincourt | Détails | Le statut officiel du blason reste à déterminer.                       |

| Blason de Créhange | Blason  | Écartelé d'argent à une fasce de gueules, et du même à une croix ancrée d'or. |
| Blason de Créhange | Détails | Le statut officiel du blason reste à déterminer.                              |

| Blason de Creutzwald | Blason  | Coupé: au 1er parti au I d'azur au mont de trois coupeaux d'or sommé d'une croisette latine du même, au II d'azur semé de billettes d'or au lion du même brochant sur le tout, au 2e d'azur au chevron d'or, accompagné de trois heaumes d'argent tarés de face; sur le tout, de gueules à la lampe de mineur d'argent. |
| Blason de Creutzwald | Détails | Le statut officiel du blason reste à déterminer. |

| Blason de Cutting | Blason  | D'argent à la croix pattée de sable, chapé de gueules chargé de deux alérions d'argent. |
| Blason de Cutting | Détails | Le statut officiel du blason reste à déterminer.                                        |

| Blason de Cuvry | Blason  | D'or à une tour de sable, chapé d'azur chargé des lettres S et N onciales du champ. |
| Blason de Cuvry | Détails | Le statut officiel du blason reste à déterminer.                                    |

- Haut – A
- B
- C
- D
- E
- F
- G
- H
- I
- J
- K
- L
- M
- N
- O
- P
- Q
- R
- S
- T
- U
- V
- W
- X
- Y
- Z

## D
| Blason de Dabo | Blason  | D'argent au lion de sable, armé et lampassé de gueules, à la bordure du même, au rais d'escarboucle fleurdelisé d'or, brochant sur le tout. |
| Blason de Dabo | Détails | Le statut officiel du blason reste à déterminer.                                                                                            |

| Blason de Dain-en-Saulnois | Blason  | De sable à deux colonnes fleurdelisées d’or rangées en barre, au lambel d’argent. |
| Blason de Dain-en-Saulnois | Détails | Le statut officiel du blason reste à déterminer.                                  |

| Blason de Dalem | Blason  | D'argent à la bande vivrée d'azur.               |
| Blason de Dalem | Détails | Le statut officiel du blason reste à déterminer. |

| Blason de Dalhain | Blason  | Parti d'azur et de gueules au mont de trois coupeaux sommé d'une croix haussée d'or brochant sur la partition, accostée à dextre d'une fleur de lys d'or et à senestre d'un alérion d'argent. |
| Blason de Dalhain | Détails | Le statut officiel du blason reste à déterminer. |

| Blason de Dalstein | Blason  | D'argent à la bordure de gueules, à la bande du même chargée de trois coquilles du champ brochant sur le tout. |
| Blason de Dalstein | Détails | Le statut officiel du blason reste à déterminer.                                                               |

| Blason de Danne-et-Quatre-Vents | Blason  | D'or à la tour donjonnée de gueules, terrassée denchée de sinople, surmontée d'une rose des vents de gueules et de sable. |
| Blason de Danne-et-Quatre-Vents | Détails | Le statut officiel du blason reste à déterminer.                                                                          |

| Blason de Dannelbourg | Blason  | D'or au sapin de sinople issant d'une champagne crénelée de gueules, chargée d'une divise de sable. |
| Blason de Dannelbourg | Détails | * Il y a là non-respect de la règle de contrariété des couleurs : ces armes sont fautives (sable sur gueules). Armes parlantes. (tanne = sapin en allemand, proche de "Dannel", deux premières syllabes du nom de la ville) Le statut officiel du blason reste à déterminer. |

| Blason de Delme | Blason  | Parti de Lorraine, et de gueules semé de croix recroisetées au pied fiché d'argent à deux saumons adossés de même brochants. |
| Blason de Delme | Détails | Le statut officiel du blason reste à déterminer.                                                                             |

| Blason de Denting | Blason  | Parti d'argent à une fasce de gueules et de gueules à un crampon d'argent. |
| Blason de Denting | Détails | Le statut officiel du blason reste à déterminer.                           |

| Blason de Desseling | Blason  | D'argent à la croix de gueules chargée d'une croix de Malte d'argent |
| Blason de Desseling | Détails | Le statut officiel du blason reste à déterminer.                     |

| Blason de Destry | Blason  | Parti, de France ancien, et d'un mi-parti de gueules à deux saumons adossés d'argent cantonnés de quatre croisettes recroisetées au pied fiché du même. |
| Blason de Destry | Détails | Le statut officiel du blason reste à déterminer. |

| Blason de Diane-Capelle | Blason  | De sinople au croissant d'argent soutenant une chapelle du même, chapé ployé d'argent à trois fasces de gueules. |
| Blason de Diane-Capelle | Détails | Armes parlantes. (chapelle) Le statut officiel du blason reste à déterminer.                                     |

| Blason de Diebling | Blason  | D'argent au lion de sable, à la bordure de gueules chargée en chef de deux cailloux d'or. |
| Blason de Diebling | Détails | Le statut officiel du blason reste à déterminer.                                          |

| Blason de Diesen | Blason  | Écartelé au 1er de gueules à une lampe de mineur d'argent allumée de gueules, au 2d d'azur billeté d'or, au lion couronné du même brochant, au 3e d'azur à une fleur de lys d'or, au 4e de gueules à la tour de réfrigérateur d'argent. |
| Blason de Diesen | Détails | Le statut officiel du blason reste à déterminer. |

| Blason de Dieuze | Blason  | De gueules à trois bandes courbées d'argent.     |
| Blason de Dieuze | Détails | Le statut officiel du blason reste à déterminer. |

| Blason de Diffembach-lès-Hellimer | Blason  | De gueules à la fasce ondée d'argent, accompagnée de trois alérions du même. |
| Blason de Diffembach-lès-Hellimer | Détails | Le statut officiel du blason reste à déterminer.                             |

| Blason de Distroff | Blason  | De gueules au chef d'argent chargé de trois fusées accolées de sable. |
| Blason de Distroff | Détails | Le statut officiel du blason reste à déterminer.                      |

| Blason de Dolving | Blason  | D'or à deux corneilles de sable becquées et pattées de gueules, rangées en pal. |
| Blason de Dolving | Détails | Le statut officiel du blason reste à déterminer.                                |

| Blason de Domnom-lès-Dieuze | Blason  | D'argent à la fasce de gueules, à la hache contournée d'or brochant en pal. |
| Blason de Domnom-lès-Dieuze | Détails | Le statut officiel du blason reste à déterminer.                            |

| Blason de Donjeux | Blason  | De gueules au pal d'or, accosté de deux saumons adossés d'argent. |
| Blason de Donjeux | Détails | Le statut officiel du blason reste à déterminer.                  |

| Blason de Donnelay | Blason  | De gueules à deux clefs d'or en sautoir, à l'épée d'argent garnie d'or brochant sur le sautoir, l'épée issant d'un croissant d'argent. |
| Blason de Donnelay | Détails | Le statut officiel du blason reste à déterminer.                                                                                       |

| Blason de Dornot | Blason  | D'azur à Saint-Gorgon à cheval armé de pied en cap, terrassé, accompagné en chef de deux grappes de raisin, tigées et feuillées, le tout d'or. |
| Blason de Dornot | Détails | Le statut officiel du blason reste à déterminer.                                                                                               |

| Blason de Dourd'hal | Blason  | De gueules à la crosse d'or accostée de deux alérions et accompagnée de trois glands renversés, celui en pointe brochant sur la crosse, le tout d'argent. |
| Blason de Dourd'hal | Détails | |

- Haut – A
- B
- C
- D
- E
- F
- G
- H
- I
- J
- K
- L
- M
- N
- O
- P
- Q
- R
- S
- T
- U
- V
- W
- X
- Y
- Z

## E
| Blason de Ébersviller | Blason  | D'or à une clef de gueules posée en pal, à un sanglier de sable brochant sur le tout. |
| Blason de Ébersviller | Détails | Le statut officiel du blason reste à déterminer.                                      |

| Blason de Éblange | Blason  | D'azur à une crosse d'or, accostée en chef de deux fleurs de lys du même, à un mouton d'argent brochant sur le tout. |
| Blason de Éblange | Détails | Le statut officiel du blason reste à déterminer.                                                                     |

| Blason de Éguelshardt | Blason  | D'or à la fasce vivrée de gueules, surmontée d'une croix de Lorraine du même. |
| Blason de Éguelshardt | Détails | Le statut officiel du blason reste à déterminer.                              |

| Blason de Eincheville | Blason  | Mi-parti d'or à la croix de gueules; au franc-quartier d'argent chargé d'un lion de sable armé et lampassé de gueules et couronné d'or, et mi-parti de gueules à deux saumons adossés d'argent, cantonnés de quatre croisettes recroisetées au pied fiché du même |
| Blason de Eincheville | Détails | Le statut officiel du blason reste à déterminer. |

| Blason de Elvange | Blason  | Bandé contre-bandé ondé d'or et d'azur de six pièces |
| Blason de Elvange | Détails | Le statut officiel du blason reste à déterminer.     |

| Blason de Elzange | Blason  | D'argent à la croix de gueules chargée d'une crosse d'or, accostée de deux lettres S du même, cantonnée de quatre serres d'aigle de sable |
| Blason de Elzange | Détails | Le statut officiel du blason reste à déterminer.                                                                                          |

| Blason de Enchenberg | Blason  | De sinople à deux clefs d'or passées en sautoir, cantonnées de quatre clarines d'argent |
| Blason de Enchenberg | Détails | Le statut officiel du blason reste à déterminer.                                        |

| Blason de Ennery | Blason  | De gueules à une bande d'argent chargée de trois coquilles de sable. |
| Blason de Ennery | Détails | Adopté en 1957.                                                      |

| Blason de Entrange | Blason  | Parti fascé d'or et d'azur de six pièces, et d'azur à la lettre gothique M surmontée d'une couronne d'or et soutenue d'un croissant d'argent |
| Blason de Entrange | Détails | Le statut officiel du blason reste à déterminer.                                                                                             |

| Blason de Epping | Blason  | Ecartelé de gueules semé de croisettes d'argent à deux bars adossés du même brochants, la tête en bas, et d'azur à trois faucons d'argent |
| Blason de Epping | Détails | Le statut officiel du blason reste à déterminer.                                                                                          |

| Blason de Erching | Blason  | De gueules à la croix tréflée d'or; à la bordure du même |
| Blason de Erching | Détails | Le statut officiel du blason reste à déterminer.         |

| Blason de Ernestviller | Blason  | D'argent à six losanges accolées de gueules ordonnées 3 et 3, à la lettre gothique E d'or brochant sur le tout. |
| Blason de Ernestviller | Détails | Le statut officiel du blason reste à déterminer.                                                                |

| Blason de Erstroff | Blason  | Ecartelé d'argent à la fasce de gueules, et de sinople à une croix latine posée sur un mont de trois coupeaux, le tout d'or |
| Blason de Erstroff | Détails | Le statut officiel du blason reste à déterminer.                                                                            |

| Blason de Escherange | Blason  | D'azur à deux clefs d'or en sautoir, à la lettre «m» d'argent brochant en abîme, accompagnée en chef d'une couronne d'or et en pointe d'un croissant d'argent. |
| Blason de Escherange | Détails | Le statut officiel du blason reste à déterminer. |

| Blason de Les Étangs | Blason  | Parti d'argent à la bande coticée de sable, et du même à la fasce d'or, accompagnée de trois besants du même |
| Blason de Les Étangs | Détails | Le statut officiel du blason reste à déterminer.                                                             |

| Blason de Etting | Blason  | D'or à trois chevrons de gueules, à la fleur de lys d'azur brochante |
| Blason de Etting | Détails | Le statut officiel du blason reste à déterminer.                     |

| Blason de Etzling | Blason  | Coupé d'argent au lion léopardé de sable, armé et lampassé de gueules, et de sable au massacre de cerf crucifère d'or |
| Blason de Etzling | Détails | Le statut officiel du blason reste à déterminer.                                                                      |

| Blason de Évrange | Blason  | Fascé d'or et d'azur de six pièces; au chef de gueules chargé de trois merlettes d'argent                       |
| Blason de Évrange | Détails | Conflit héraldique : le dessin ne présente que deux merlettes. Le statut officiel du blason reste à déterminer. |

- Haut – A
- B
- C
- D
- E
- F
- G
- H
- I
- J
- K
- L
- M
- N
- O
- P
- Q
- R
- S
- T
- U
- V
- W
- X
- Y
- Z

## F
| Blason de Failly | Blason  | Fascé d'or et d'azur de huit pièces, à la houlette ("queule") d'argent et à la lance ("palate") du même passées en sautoir brochant sur le tout. |
| Blason de Failly | Détails | Le statut officiel du blason reste à déterminer.                                                                                                 |

| Blason de Falck | Blason  | D'or à deux bougies enflammées de gueules; à la bordure du même. |
| Blason de Falck | Détails | Le statut officiel du blason reste à déterminer.                 |

| Blason de Fameck | Blason  | D'azur à l'église romane d'argent sur une terrasse de même, accostée en chef de deux croisettes recroisetées au pied fiché d 'or. |
| Blason de Fameck | Détails | Le statut officiel du blason reste à déterminer.                                                                                  |

| Blason de Farébersviller | Blason  | De gueules à la crosse d'or accostée, en chef, de deux alérions d'argent, au sanglier de sable défendu d'argent brochant en pointe. |
| Blason de Farébersviller | Détails | Ces armes peuvent sembler être à enquerre, mais le sanglier est brochant sur la crosse, qui est d'or et donc évite l'enquerre. Cet usage du brochant reste cependant fort discutable, l'usage d'un sanglier au naturel lui étant préférable. Le statut officiel du blason reste à déterminer. |

| Blason de Farschviller | Blason  | D'or à trois pals d'azur, au lion couronné d'argent, armé et lampassé du champ, brochant sur le tout. |
| Blason de Farschviller | Détails | Le statut officiel du blason reste à déterminer.                                                      |

| Blason de Faulquemont | Blason  | Écartelé de Lorraine, et d'or à la croix de gueules, au franc-quartier d'argent chargé d'un lion de sable armé et lampassé de gueules, couronné d'or. |
| Blason de Faulquemont | Détails | Le statut officiel du blason reste à déterminer. |

| Blason de Fénétrange | Blason  | D'azur à la fasce d'argent.                      |
| Blason de Fénétrange | Détails | Le statut officiel du blason reste à déterminer. |

| Blason de Fèves | Blason  | Écartelé en sautoir : au 1er de gueules à la fleur de lys d'argent florencée de sinople, aux 2d et 3e d'azur au bar d'or, les deux bars adossés, au 4e de gueules à la clef d'or. |
| Blason de Fèves | Détails | Le statut officiel du blason reste à déterminer. |

| Blason de Féy | Blason  | Parti d'azur à un hêtre arraché d'or ; et de gueules à un dextrochère de carnation vêtu d'azur, mouvant d'un nuage d'argent, tenant une épée du même garnie d'or, accostée de deux cailloux du même (Évêché de Metz). |
| Blason de Féy | Détails | Le statut officiel du blason reste à déterminer. |

| Blason de Filstroff | Blason  | Écartelé : aux 1er et 4e de gueules à l'alérion d'argent, au 2d d'or à la croix ancrée de gueules, au 3e d'or à la croix alésée d'azur. |
| Blason de Filstroff | Détails | Le statut officiel du blason reste à déterminer.                                                                                        |

| Blason de Fixem | Blason  | Fascé d'or et d'azur de six pièces, à la flèche de gueules brochant sur le tout. |
| Blason de Fixem | Détails | Le statut officiel du blason reste à déterminer.                                 |

| Blason de Flastroff | Blason  | Écartelé : d'or à l'aigle de gueules chargée d'une lettre S capitale cousue d'azur*, et du second au cheval d'argent.                                                                                      |
| Blason de Flastroff | Détails | * Ces armes emploient le terme « cousu » dans le seul but de contrevenir à la règle de contrariété des couleurs : elles sont fautives : azur sur gueules. Le statut officiel du blason reste à déterminer. |

| Blason de Fleisheim | Blason  | D'azur au gril d'or accompagné de trois abeilles du même. |
| Blason de Fleisheim | Détails | Le statut officiel du blason reste à déterminer.          |

| Blason de Flétrange | Blason  | Parti de Lorraine, et d'argent à la fasce fuselée de cinq pièces de gueules, à la clef de sable en pal brochant sur le tout |
| Blason de Flétrange | Détails | Le statut officiel du blason reste à déterminer.                                                                            |

| Blason de Fleury | Blason  | D'or à la fleur de lys d'azur, à la bordure du même.                      |
| Blason de Fleury | Détails | Armes parlantes. (fleur) Le statut officiel du blason reste à déterminer. |

| Blason de Flévy | Blason  | D'or à trois bandes de gueules, au chef d'azur chargé de trois croisettes du champ. |
| Blason de Flévy | Détails | Le statut officiel du blason reste à déterminer.                                    |

| Blason de Flocourt | Blason  | Parti de gueules à un dextrochère de carnation, vêtu d'azur, mouvant d'un nuage d'argent, tenant une épée du même, garnie d'or, accostée de deux cailloux du même (Évêché de Metz), mi-parti d'azur à l'aigle contournée d'or. |
| Blason de Flocourt | Détails | Le statut officiel du blason reste à déterminer. |

| Blason de Florange | Blason  | De gueules au lion d'or, à la bordure dentelée d'argent. |
| Blason de Florange | Détails | Le statut officiel du blason reste à déterminer.         |

| Blason de Folkling | Blason  | Parti d'azur billeté d'or au lion couronné du même brochant sur le tout, et du même à la bande de gueules chargée de trois alérions d'argent. —OU— Parti de Franche-Comté et de Lorraine. |
| Blason de Folkling | Détails | Le statut officiel du blason reste à déterminer. |

| Blason de Folpersviller | Blason  | Coupé de gueules à une tour d'or ouverte du champ et accostée de deux alérions d'argent, et du second à un renard passant de sable. |
| Blason de Folpersviller | Détails | Le statut officiel du blason reste à déterminer.                                                                                    |

| Blason de Folschviller | Blason  | Écartelé d'argent à la fasce de gueules, et du même à un trois-mâts d'argent, les voiles chargées d'une croisette du second, voguant sur une mer d'azur mouvant de la pointe. |
| Blason de Folschviller | Détails | * Il y a là non-respect de la règle de contrariété des couleurs : ces armes sont fautives (azur sur gueules). Le statut officiel du blason reste à déterminer.                |

| Blason de Fonteny | Blason  | D'or à la fasce ondée d'azur accompagnée de trois feuilles de hêtre de sinople posées en pairle. |
| Blason de Fonteny | Détails | Le statut officiel du blason reste à déterminer.                                                 |

| Blason de Fontoy | Blason  | D'or à l'aigle de gueules becquée et membrée de sable, au lambel à quatre pendants d'azur brochant sur le tout. |
| Blason de Fontoy | Détails | Le statut officiel du blason reste à déterminer.                                                                |

| Blason de Forbach | Blason  | D'argent au lion de sable, armé et lampassé de gueules. |
| Blason de Forbach | Détails | Le statut officiel du blason reste à déterminer.        |

| Blason de Fossieux | Blason  | D'argent, à la fasce d'azur, accompagnée en chef de deux glands de gueules et en pointe d'un dragon du même. |
| Blason de Fossieux | Détails | Le statut officiel du blason reste à déterminer.                                                             |

| Blason de Foulcrey | Blason  | D'azur à la colombe d'argent, tenant en son bec la Sainte Ampoule d'or, accompagnée de deux fleurs de lys d'or, elles-mêmes surmontées de trois aiglettes d'argent. |
| Blason de Foulcrey | Détails | Le statut officiel du blason reste à déterminer. |

| Blason de Fouligny | Blason  | De gueules à une colombe d'argent, tenant dans son bec la Saint Ampoule d'or, accompagnée de trois glands renversés d'argent rangés en chef. |
| Blason de Fouligny | Détails | Le statut officiel du blason reste à déterminer.                                                                                             |

| Blason de Foville | Blason  | Parti de gueules à un dextrochère de carnation vêtu d'azur, mouvant d'un nuage d'argent et tenant une épée du même garnie d'or, accostée de deux cailloux du même ; et de France. —OU— Parti de l'Évêché de Metz, et de France. |
| Blason de Foville | Détails | Le statut officiel du blason reste à déterminer. |

| Blason de Francaltroff | Blason  | D'argent à la fasce de gueules, au rencontre de cerf crucifère brochant sur le tout. |
| Blason de Francaltroff | Détails | Le statut officiel du blason reste à déterminer.                                     |

| Blason de Fraquelfing | Blason  | Échiqueté d'argent et de sable au lion de sinople brochant. |
| Blason de Fraquelfing | Détails | Le statut officiel du blason reste à déterminer.            |

| Blason de Frauenberg | Blason  | Écartelé: au 1er d'or à la bande de gueules chargée de trois coquilles d'argent, au 2e d'argent à la clef contournée de gueules, au 3e d'argent à la rose de gueules, boutonnée d'azur et pointée de sinople, au 4e d'or fretté de gueules. |
| Blason de Frauenberg | Détails | Le statut officiel du blason reste à déterminer. |

| Blason de Freistroff | Blason  | Parti: au premier d'or à la bande de gueules chargée de trois alérions d'argent, au 2e mi-parti de gueules à l'aigle contournée d'argent, accompagnée de trois cailloux du même. |
| Blason de Freistroff | Détails | Le statut officiel du blason reste à déterminer. |

| Blason de Frémery | Blason  | Tiercé en chevron d'argent à deux poires d'or tigées et feuillées de sinople, de gueules plein et d'azur à l'aigle d'or. |
| Blason de Frémery | Détails | Le statut officiel du blason reste à déterminer.                                                                         |

| Blason de Frémestroff | Blason  | Parti de gueules à un dextrochère de carnation vêtu d'azur, mouvant d'un nuage d'argent et tenant une épée du même garnie d'or, accostée de deux cailloux du même ; et d'argent à la fasce de gueules du premier, une crosse d'azur brochant en pal. |
| Blason de Frémestroff | Détails | Reprise des armes de l'Évêché de Metz à dextre. Le statut officiel du blason reste à déterminer. |

| Blason de Fresnes-en-Saulnois | Blason  | D'azur au frêne d'or mouvant de la pointe, accompagné en chef d'un alérion d'argent à dextre et d'une fleur de lis d'or à senestre. |
| Blason de Fresnes-en-Saulnois | Détails | Armes parlantes. (frêne) Le statut officiel du blason reste à déterminer.                                                           |

| Blason de Freybouse | Blason  | D'argent au chêne arraché de sinople ; au chef de gueules chargé d'un alérion d'argent accosté de deux cailloux d'or. |
| Blason de Freybouse | Détails | Le statut officiel du blason reste à déterminer.                                                                      |

| Blason de Freyming-Merlebach | Blason  | Coupé au 1er de gueules à la lampe de mineur d'argent, allumée du champ, à senestre, au 2e parti au I de gueules à trois clous d'or, au II d'argent à la roche de pourpre terrassée de sinople; à la fasce ondée d'azur brochant sur le coupé; au franc-quartier d'argent au lion de sable, armé et lampassé de gueules. |
| Blason de Freyming-Merlebach | Détails | Adopté le 22 février 1972. |
| Blason de Freyming-Merlebach | Alias   | Écartelé : au 1er d'argent au lion de sable armé et lampassé de gueules, au 2d de gueules à une lampe de mineur d'argent allumée du champ, au 3e de gueules à trois clous d'or, au 4e d'argent à la roche de pourpre terrassée de sinople ; à la fasce ondée d'azur brochant sur le coupé.                               |

| Blason de Fribourg | Blason  | D'argent à une croix de gueules.                 |
| Blason de Fribourg | Détails | Le statut officiel du blason reste à déterminer. |

- Haut – A
- B
- C
- D
- E
- F
- G
- H
- I
- J
- K
- L
- M
- N
- O
- P
- Q
- R
- S
- T
- U
- V
- W
- X
- Y
- Z

## G
| Blason de Gandrange | Blason  | Mi-parti d'azur au massacre de cerf crucifère d'or, et de France ancien brisé d'une crosse d'argent en pal. |
| Blason de Gandrange | Détails | Le statut officiel du blason reste à déterminer.                                                            |

| Blason de Garche | Blason  | Écartelé : au 1er d'azur à trois fasces d'or, au 2e d'azur à la lettre onciale M d'or couronnée du même et soutenue d'un croissant d'argent, au 3e coupé d'argent et de sable à un rais d'escarboucle d'or fleurdelysé en croix, pommeté en sautoir, brochant sur le tout, au 4e d'azur au lion d'argent. |
| Blason de Garche | Détails | Le statut officiel du blason reste à déterminer. |

| Blason de Garrebourg | Blason  | D'argent à la borne d'azur chargée d'une fleur de lys d'or, au chef coupé crénelé d'azur et d'argent, soutenu d'une divise de sable. |
| Blason de Garrebourg | Détails | Le statut officiel du blason reste à déterminer.                                                                                     |

| Blason de Gavisse | Blason  | Fascé d'or et d'azur de six pièces, au tau de gueules brochant sur le tout. |
| Blason de Gavisse | Détails | Le statut officiel du blason reste à déterminer.                            |

| Blason de Gelucourt | Blason  | D'argent au mont de sable enflammé de gueules, sommé d'une croix de Malte d'azur. |
| Blason de Gelucourt | Détails | Le statut officiel du blason reste à déterminer.                                  |

| Blason de Gerbécourt | Blason  | De gueules à un alérion d'argent accompagné de trois gerbes d'or.          |
| Blason de Gerbécourt | Détails | Armes parlantes. (gerbes) Le statut officiel du blason reste à déterminer. |

| Blason de Givrycourt | Blason  | Écartelé de gueules au pal de vair et d'azur à la bande d'or. |
| Blason de Givrycourt | Détails | Le statut officiel du blason reste à déterminer.              |

| Blason de Glatigny | Blason  | D'azur à l'ancre d'or posée en barre mouvant d'une mer d'argent, surmontée d'un triangle aussi d'argent accosté de deux étoiles du même. |
| Blason de Glatigny | Détails | Le statut officiel du blason reste à déterminer.                                                                                         |

| Blason de Goetzenbruck | Blason  | Coupé: au 1er parti au I de gueules au huchet d'argent, lié et virolé d'or, surmonté d'un alérion d'argent, au II d'argent au mont de trois coupeaux de gueules, les 2e et 3e coupeaux bordés d'azur vers les flancs, sommé d'un drapeau d'azur à trois fleurs de lis d'or, la hampe fleurdelisée d'or, au 2e d'azur à la fasce vergetée de sable et d'argent, au chaudron [cuveau] d'or sur un feu de gueules, brochant sur la fasce. |
| Blason de Goetzenbruck | Détails | Le statut officiel du blason reste à déterminer. |

| Blason de Goin | Blason  | D'azur à une croix d'argent, cantonnée de quatre fleurs de lys d'or. |
| Blason de Goin | Détails | Le statut officiel du blason reste à déterminer.                     |

| Blason de Gomelange | Blason  | D'azur à une croix d'argent, au lambel de gueules à quatre pendants en chef. |
| Blason de Gomelange | Détails | Le statut officiel du blason reste à déterminer.                             |

| Blason de Gondrexange | Blason  | D'azur à deux bars d'or adossés issant de la pointe, surmontés de trois aiglettes d'argent. |
| Blason de Gondrexange | Détails | Le statut officiel du blason reste à déterminer.                                            |

| Blason de Gorze | Blason  | D'azur à saint Gorgon à cheval, armé de pied en cap et terrassé d'or. |
| Blason de Gorze | Détails | Le statut officiel du blason reste à déterminer.                      |

| Blason de Gosselming | Blason  | D'argent à la croix de gueules cantonnée de quatre oies de sable.                                                                 |
| Blason de Gosselming | Détails | Armes parlantes. (la première partie du nom de la ville fait référence aux oies) Le statut officiel du blason reste à déterminer. |

| Blason de Gravelotte | Blason  | De gueules aux trois besants d'or, le premier chargé d'une ombre de croisette pattée, au chef d'argent chargé de trois coquilles de sable. |
| Blason de Gravelotte | Détails | Le statut officiel du blason reste à déterminer.                                                                                           |

| Blason de Grémecey | Blason  | De sinople au coq d'argent crêté de gueules posé sur une terrasse du second maçonnée de sable et surmonté de deux cailloux d'or. |
| Blason de Grémecey | Détails | Le statut officiel du blason reste à déterminer.                                                                                 |

| Blason de Gréning | Blason  | De Lorraine, brisé d'une crosse d'azur brochant en barre. |
| Blason de Gréning | Détails | Le statut officiel du blason reste à déterminer.          |

| Blason de Grindorff | Blason  | Parti de Lorraine, et d'argent au lion à double queue de gueules, couronné d'or. |
| Blason de Grindorff | Détails | Le statut officiel du blason reste à déterminer.                                 |

| Blason de Grosbliederstroff | Blason  | Coupé ondé de gueules à l'alérion d'argent, et d'azur au foudre d'or. |
| Blason de Grosbliederstroff | Détails | Le statut officiel du blason reste à déterminer.                      |

| Blason de Gros-Réderching | Blason  | De gueules à la tour d'argent sommée d'un lion d'or issant, accostée de deux alérions d'argent. |
| Blason de Gros-Réderching | Détails | Le statut officiel du blason reste à déterminer.                                                |

| Blason de Grostenquin | Blason  | Parti de gueules au dextrochère de carnation vêtu d'azur mouvant d'un nuage d'argent, tenant une épée d'argent garnie d'or, accostée de deux cailloux du même ; et d'argent au lion de sable, armé lampassé et couronné d'or. |
| Blason de Grostenquin | Détails | Reprise des armes de l'Évêché de Metz au champ dextre. Le statut officiel du blason reste à déterminer. |

| Blason de Grundviller | Blason  | D'or à trois pals d'azur, chaussé de sinople, au filet en chevron renversé d'argent brochant sur la partition. |
| Blason de Grundviller | Détails | Le statut officiel du blason reste à déterminer.                                                               |

| Blason de Guebenhouse | Blason  | D'or à trois pals d'azur, à trois mitres d'argent brochant sur le tout. |
| Blason de Guebenhouse | Détails | Le statut officiel du blason reste à déterminer.                        |

| Blason de Guébestroff | Blason  | D'azur à la fasce d'or chargée d'un alérion de sable, accompagnée en chef de deux molettes d'argent et en pointe d'une rose d'or. |
| Blason de Guébestroff | Détails | Le statut officiel du blason reste à déterminer.                                                                                  |

| Blason de Guéblange-lès-Dieuze | Blason  | De gueules au chevron d'or accompagné en chef de deux molettes et en pointe d'une rose, le tout d'or. |
| Blason de Guéblange-lès-Dieuze | Détails | Le statut officiel du blason reste à déterminer.                                                      |

| Blason de Guébling | Blason  | De gueules, au dextrochère de carnation, vêtu d'azur, mouvant d'une nuée d'argent, tenant une épée du même garnie d'or, accostée en chef de deux épines d'or.                                  |
| Blason de Guébling | Détails | Reprise des armes de l'Évêché de Metz, brisées par le remplacement des cailloux de Saint-Étienne par deux des Épines de la Couronne d'Épines. Le statut officiel du blason reste à déterminer. |

| Blason de Guénange | Blason  | Mi-parti : d'or à la croix de gueules, cantonnée de vingt billettes du même, cinq par canton ; et d'un fascé d'or et d'azur. |
| Blason de Guénange | Détails | Le statut officiel du blason reste à déterminer.                                                                             |

| Blason de Guenviller | Blason  | D’or à la croix de gueules chargée d’une lance d’argent en pal ; au franc-canton du même chargé d’un lion de sable armé et lampassé de gueules, couronné d’or. |
| Blason de Guenviller | Détails | Le statut officiel du blason reste à déterminer. |

| Blason de Guermange | Blason  | De gueules au croc d'or.                         |
| Blason de Guermange | Détails | Le statut officiel du blason reste à déterminer. |

| Blason de Guerstling | Blason  | D'azur à une fasce ondée d'argent, accompagnée de trois lions couronnés du même, une lance d'or en pal brochant sur le tout. |
| Blason de Guerstling | Détails | Le statut officiel du blason reste à déterminer.                                                                             |

| Blason de Guerting | Blason  | De sable au lion d'argent, couronné, armé, et lampassé d'or, accompagné de trois coquilles du même. |
| Blason de Guerting | Détails | Le statut officiel du blason reste à déterminer.                                                    |

| Blason de Guessling-Hémering | Blason  | Coupé de gueules à deux cailloux d'or et de sable au lion léopardé d'argent, armé, couronné et lampassé d'or, une crosse du même brochant sur le tout. |
| Blason de Guessling-Hémering | Détails | Le statut officiel du blason reste à déterminer. |

| Blason de Guinglange | Blason  | Fascé de gueules et d'argent de huit pièces, la troisième fasce chargée d'une étoile d'argent. |
| Blason de Guinglange | Détails | Le statut officiel du blason reste à déterminer.                                               |

| Blason de Guinkirchen | Blason  | De gueules à une église à deux tours, accompagnée en chef d'un alérion accosté de deux glands renversés, le tout d'argent. |
| Blason de Guinkirchen | Détails | Armes parlantes. (kirche = église) Le statut officiel du blason reste à déterminer.                                        |

| Blason de Guinzeling | Blason  | D'azur à la fasce d'argent accompagnée de trois cailloux. |
| Blason de Guinzeling | Détails | Le statut officiel du blason reste à déterminer.          |

| Blason de Guntzviller | Blason  | Coupé: au 1er d'or au lion issant d'azur, armé, lampassé et couronné du champ, au 2e parti d'azur et d'argent. |
| Blason de Guntzviller | Détails | Le statut officiel du blason reste à déterminer.                                                               |

- Haut – A
- B
- C
- D
- E
- F
- G
- H
- I
- J
- K
- L
- M
- N
- O
- P
- Q
- R
- S
- T
- U
- V
- W
- X
- Y
- Z

## H
| Blason de Haboudange | Blason  | Parti de gueules au dextrochère de carnation vêtu d'azur, mouvant d'un nuage d'argent et tenant une épée du même garnie d'or, accostée de deux cailloux du même ; et du même au gril du premier. |
| Blason de Haboudange | Détails | Reprise des armes de l'Évêché de Metz au champ dextre du parti. Le statut officiel du blason reste à déterminer.                                                                                 |

| Blason de Hagen | Blason  | De gueules à la tête de cheval d'argent.         |
| Blason de Hagen | Détails | Le statut officiel du blason reste à déterminer. |

| Blason de Hagondange | Blason  | Écartelé: au 1er de gueules au dextrochère de carnation, vêtu d'azur, mouvant d'une nuée d'argent, tenant une épée du même garnie d'or, accostée en chef de deux cailloux du même, au 2e burelé d'argent et d'azur, au lion à la queue fourchée de gueules, armé, lampassé et couronné d'or, brochant, au 3e d'argent à la fasce ondée d'azur, à la tour de gueules ajourée d'argent et maçonnée de sable brochant sur le tout, au 4e de gueules à la fasce d'or accostée de deux cotices d'argent et accompagnée de trois fers à cheval d'or. |
| Blason de Hagondange | Détails | Le 1er reprend les armes de l'Évêché de Metz, le 2d celles du Luxembourg. Création Georges Coupard. Enregistré le 5 décembre 1958. |

| Blason de Hallering | Blason  | De gueules à trois chevrons d'argent, accompagnés de trois lys de jardin du même, tigés et feuillés de sinople. |
| Blason de Hallering | Détails | Le statut officiel du blason reste à déterminer.                                                                |

| Blason de Halstroff | Blason  | D'azur à la croix latine d'or sur un mont de trois coupeaux du même, accostée de deux lettres capitales S d'or. |
| Blason de Halstroff | Détails | Le statut officiel du blason reste à déterminer.                                                                |

| Blason de Hambach | Blason  | D'or au lion couronné, taillé de gueules et de sable, tenant une tige de sinople fleurie de trois roses au naturel. |
| Blason de Hambach | Détails | Le statut officiel du blason reste à déterminer.                                                                    |

| Blason de Hampont | Blason  | D'argent, au pont à cinq arches de gueules ; chapé d'azur chargé à dextre d'un alérion d'argent et à senestre d'un caillou d'or. |
| Blason de Hampont | Détails | Le statut officiel du blason reste à déterminer.                                                                                 |

| Blason de Ham-sous-Varsberg | Blason  | De sable au lion d'argent, couronné d'or, tenant une lance du même. |
| Blason de Ham-sous-Varsberg | Détails | Le statut officiel du blason reste à déterminer.                    |

| Blason de Han-sur-Nied | Blason  | De gueules au dextrochère de carnation, vêtu d'azur, mouvant d'un nuage d'argent, tenant une épée du même garnie d'or, accostée en chef de deux cailloux du même, et une fasce ondée d'azur brochant sur le tout, chargée d'une fleur de lys d'or. |
| Blason de Han-sur-Nied | Détails | Reprise des armes de l'Évêché de Metz, brisées par l'ajout d'une fasce ondée d'azur. Le statut officiel du blason reste à déterminer. |

| Blason de Hangviller | Blason  | Coupé de gueules au chevron ployé d'argent et d'or à la crosse d'azur posée en pal issant de la pointe. |
| Blason de Hangviller | Détails | Le statut officiel du blason reste à déterminer.                                                        |

| Blason de Hannocourt | Blason  | Parti de gueules au saumon d'argent et d'azur au bar contourné d'or. |
| Blason de Hannocourt | Détails | Le statut officiel du blason reste à déterminer.                     |

| Blason de Hanviller | Blason  | De sinople au massacre d'or surmonté d'une étoile de six rais de gueules, à la bordure d'or.                                                                      |
| Blason de Hanviller | Détails | * Il y a là non-respect de la règle de contrariété des couleurs : ces armes sont fautives (gueules sur sinople). Le statut officiel du blason reste à déterminer. |

| Blason de Haraucourt-sur-Seille | Blason  | Ecartelé de gueules et d'or, un mont à trois coupeaux sommé d'une croix haussée d'argent brochant sur le tout. |
| Blason de Haraucourt-sur-Seille | Détails | Le statut officiel du blason reste à déterminer.                                                               |

| Blason de Hargarten-aux-Mines | Blason  | D'or à la tour de gueules ouverte du champ; à la bordure de sable chargée de huit coquilles d'argent. |
| Blason de Hargarten-aux-Mines | Détails | Le statut officiel du blason reste à déterminer.                                                      |

| Blason de Harprich | Blason  | Écartelé d'argent au mont de trois coupeaux de sinople, et d'azur au monde croiseté d'or, cintré de sable. |
| Blason de Harprich | Détails | Le statut officiel du blason reste à déterminer.                                                           |

| Blason de Harreberg | Blason  | D'azur à trois aiglettes couronnées d'argent, à la bordure de gueules*.                                       |
| Blason de Harreberg | Détails | * Il y a là non-respect de la règle de contrariété des couleurs : ces armes sont fautives (gueules sur azur). |

| Blason de Hartzviller | Blason  | Coupé d'or au lion léopardé d'azur armé, couronné et lampassé d'or, et de gueules à trois tours d'or. |
| Blason de Hartzviller | Détails | Le statut officiel du blason reste à déterminer.                                                      |

| Blason de Haselbourg | Blason  | D'argent, à la coquerelle de sinople ; au chef crénelé d'azur et d'argent soutenu d'une divise de sable. |
| Blason de Haselbourg | Détails | Le statut officiel du blason reste à déterminer.                                                         |

| Blason de Haspelschiedt | Blason  | D'or à la fasce bretessée de gueules.            |
| Blason de Haspelschiedt | Détails | Le statut officiel du blason reste à déterminer. |

| Blason de Hattigny | Blason  | Mi-parti d'or à la croix de gueules frettée d'argent, et mi-parti de gueules à deux saumon adossés d'argent. |
| Blason de Hattigny | Détails | Le statut officiel du blason reste à déterminer.                                                             |

| Blason de Hauconcourt | Blason  | D'azur à la bande d'or, accompagnée de trois étoiles du même rangées en chef et de trois fasces ondées d'argent en pointe. |
| Blason de Hauconcourt | Détails | Le statut officiel du blason reste à déterminer.                                                                           |

| Blason de Haut-Clocher | Blason  | D'or au clocher de gueules accosté de deux colonnes tronquées du même, posés sur une terrasse de sinople. |
| Blason de Haut-Clocher | Détails | Le statut officiel du blason reste à déterminer.                                                          |

| Blason de Haute-Kontz | Blason  | Fascé d'or et d'azur à trois coquilles d'argent brochantes. |
| Blason de Haute-Kontz | Détails | Le statut officiel du blason reste à déterminer.            |

| Blason de Haute-Vigneulles | Blason  | De gueules à la croix d'argent cantonnée de quatre cailloux d'or. |
| Blason de Haute-Vigneulles | Détails | Le statut officiel du blason reste à déterminer.                  |

| Blason de Haute-Yutz | Blason  | Fascé d'azur et d'or, à l'épée d'argent garnie d'or brochante |
| Blason de Haute-Yutz | Détails | Le statut officiel du blason reste à déterminer.              |

| Blason de Havange | Blason  | D'argent à trois chevrons de gueules, accompagné en chef de deux serres d'aigle de sable affrontées. |
| Blason de Havange | Détails | Le statut officiel du blason reste à déterminer.                                                     |

| Blason de Hayange | Blason  | Écartelé: aux 1er et 4e burelé d'argent et d'azur, au lion de gueules à la queue fourchue et passée en sautoir, lampassé et couronné d'or, brochant, aux 2e et 3e d'azur à deux bars adossés d'or, cantonnés de quatre croisettes recroisetées au pied fiché du même; à deux marteaux de sable passés en sautoir brochant sur le tout. |
| Blason de Hayange | Détails | Le statut officiel du blason reste à déterminer. |

| Blason de Hayes | Blason  | D'argent à cinq fusées de gueules mises en fasce |
| Blason de Hayes | Détails | Le statut officiel du blason reste à déterminer. |

| Blason de Hazembourg | Blason  | Parti d'or et de gueules, à l'épée brochant sur la partition, accostée en chef de deux cailloux, le tout de l'un en l'autre. |
| Blason de Hazembourg | Détails | Le statut officiel du blason reste à déterminer.                                                                             |

| Blason de Heining-lès-Bouzonville | Blason  | D'azur à l'épée d'argent, garnie d'or, traversant une couronne du même, accostée en chef de deux lions couronnés d'argent. |
| Blason de Heining-lès-Bouzonville | Détails | Le statut officiel du blason reste à déterminer.                                                                           |

| Blason de Hellering-lès-Fénétrange | Blason  | D'argent à la croix pattée de sable, chapé d'azur chargé de deux roses d'or. |
| Blason de Hellering-lès-Fénétrange | Détails | Le statut officiel du blason reste à déterminer.                             |

| Blason de Hellimer | Blason  | De gueules aux trois besants d'or mal ordonnés, mantelé fascé d'argent et d'azur de six pièces . |
| Blason de Hellimer | Détails | Le statut officiel du blason reste à déterminer.                                                 |

| Blason de Helstroff | Blason  | Écartelé d'or à la croix ancrée de gueules, et du même aux trois chevrons d'argent. |
| Blason de Helstroff | Détails | Le statut officiel du blason reste à déterminer.                                    |

| Blason de Hémilly | Blason  | Coupé d'un parti d'azur au lion couronné d'argent et du même à la clef contournée de gueules ; et du même au rencontre de cerf d'argent croisé d'or. |
| Blason de Hémilly | Détails | Le statut officiel du blason reste à déterminer. |

| Blason de Héming | Blason  | D'or au lion d'azur armé, lampassé et couronné d'or, accompagné en chef de deux fleurs de lys d'azur. |
| Blason de Héming | Détails | Le statut officiel du blason reste à déterminer.                                                      |

| Blason de Henridorff | Blason  | D'azur au mont de gueules de six coupeaux, sommé d'une croix de Lorraine d'or issant d'une couronne du même.                                                   |
| Blason de Henridorff | Détails | * Il y a là non-respect de la règle de contrariété des couleurs : ces armes sont fautives (gueules sur azur). Le statut officiel du blason reste à déterminer. |

| Blason de Henriville | Blason  | De gueules à la lettre gothique H d'or, accompagnée de trois alérions d'argent. |
| Blason de Henriville | Détails | Le statut officiel du blason reste à déterminer.                                |

| Blason de Hérange | Blason  | D'azur au lion couronné d'or.                    |
| Blason de Hérange | Détails | Le statut officiel du blason reste à déterminer. |

| Blason de Hermelange | Blason  | De sinople au chevron d'argent ondé haussé et mouvant du chef. |
| Blason de Hermelange | Détails | Le statut officiel du blason reste à déterminer.               |

| Blason de Herny | Blason  | Parti de gueules au dextrochère de carnation, vêtu d'azur mouvant d'une nuée d'argent, tenant une épée du même garnie d'or, accostée de deux cailloux du même, et d'argent à la clef de gueules. |
| Blason de Herny | Détails | Reprise des armes de l’Évêché de Metz à dextre. Le statut officiel du blason reste à déterminer.                                                                                                 |

| Blason de Hertzing | Blason  | Parti de gueules au dextrochère de carnation, vêtu d'azur, mouvant d'un nuage d'argent, tenant une épée de même garnie d'or, accostée de deux cailloux du même, et d'or au lion d'azur, armé, lampassé et couronné d'or. |
| Blason de Hertzing | Détails | Reprise des armes de l’Évêché de Metz à dextre. Le statut officiel du blason reste à déterminer. |

| Blason de Hesse | Blason  | De gueules au lion couronné d'argent, une crosse d'or brochant en bande. |
| Blason de Hesse | Détails | Le statut officiel du blason reste à déterminer.                         |

| Blason de Hestroff | Blason  | De gueules au mouton d'argent surmonté de trois coquilles du même rangées en chef. |
| Blason de Hestroff | Détails | Le statut officiel du blason reste à déterminer.                                   |

| Blason de Hettange-Grande | Blason  | D'azur aux forces de tondeur renversées accompagnées de trois roses du même pointées de sinople. |
| Blason de Hettange-Grande | Détails | Le statut officiel du blason reste à déterminer.                                                 |

| Blason de Hilbesheim | Blason  | Écartelé d'azur à la fasce d'argent, et du même à trois fasces de gueules |
| Blason de Hilbesheim | Détails | Le statut officiel du blason reste à déterminer.                          |

| Blason de Hilsprich | Blason  | De France ancien, brisé d'une bande d'argent chargée de trois feuilles de houx de sinople, fruitées de gueules. |
| Blason de Hilsprich | Détails | Le statut officiel du blason reste à déterminer.                                                                |

| Blason de Hinckange | Blason  | Parti d'azur à la crosse d'or, au livre ouvert d'argent brochant en abîme, et de sable à une fasce d'or, accompagnée de trois besants du même. |
| Blason de Hinckange | Détails | Le statut officiel du blason reste à déterminer.                                                                                               |

| Blason de Holacourt | Blason  | De gueules à l'agneau pascal d'argent, la banderole chargée d'une croix de gueules, accompagné en chef d'une fleur de lys d'or. |
| Blason de Holacourt | Détails | Le statut officiel du blason reste à déterminer.                                                                                |

| Blason de Holling | Blason  | D'or au rencontre de cerf de gueules, surmonté d'une croix ancrée du même. |
| Blason de Holling | Détails | Le statut officiel du blason reste à déterminer.                           |

| Blason de Holving | Blason  | De sable à la bande échiquetée d'argent et de gueules de deux tires, accompagnée de deux ours d'or, posés dans le sens de la bande, celui de la pointe renversé. |
| Blason de Holving | Détails | Le statut officiel du blason reste à déterminer. |

| Blason de Hombourg-Budange | Blason  | Écartelé d'argent aux trois chevrons de sable, et d'argent aux deux fasces de gueules accompagnées de douze billettes du même ordonnées 5, 4 et 3. |
| Blason de Hombourg-Budange | Détails | Le statut officiel du blason reste à déterminer.                                                                                                   |

| Blason de Hombourg-Haut | Blason  | De gueules à la crosse épiscopale d'or, accostée de deux alérions d'argent. |
| Blason de Hombourg-Haut | Détails | Le statut officiel du blason reste à déterminer.                            |

| Blason de Hommarting | Blason  | D'azur à la fasce d'argent chargée d'un huchet lié de gueules. |
| Blason de Hommarting | Détails | Le statut officiel du blason reste à déterminer.               |

| Blason de Hommert | Blason  | De sinople à l'agneau d'argent soutenant une fleur de lys d'or, à la bordure de gueules*.                        |
| Blason de Hommert | Détails | * Il y a là non-respect de la règle de contrariété des couleurs : ces armes sont fautives (gueules sur sinople). |

| Blason de Honskirch | Blason  | De gueules à la hache contournée d'or mise en pal, mouvant de la pointe, à l'église d'argent brochant sur le tout. |
| Blason de Honskirch | Détails | Armes parlantes. (kirche = église) Le statut officiel du blason reste à déterminer.                                |

| Blason de L'Hôpital | Blason  | Écartelé : au 1er de Lorraine, au 2d de gueules à une église d'or, au 3e de gueules à un puits de mine d'or, au 4e d'azur croiseté d'argent, au lion du même armé, lampassé et couronné d'or brochant sur le tout. |
| Blason de L'Hôpital | Détails | Le statut officiel du blason reste à déterminer. |

| Blason de Hoste | Blason  | De sinople à une croix d'or issant d'une source jaillissante d'argent ; au chef denché du même. |
| Blason de Hoste | Détails | Le statut officiel du blason reste à déterminer.                                                |

| Blason de Hottviller | Blason  | Parti d'or au lion contourné de gueules, et du même à Saint-Georges terrassant le dragon, le tout du premier. |
| Blason de Hottviller | Détails | Le statut officiel du blason reste à déterminer.                                                              |

| Blason de Hultehouse | Blason  | De sinople à la crosse abbatiale d'or en pal, un H d'argent brochant sur le tout. |
| Blason de Hultehouse | Détails | Le statut officiel du blason reste à déterminer.                                  |

| Blason de Hundling | Blason  | De gueules à l'épée d'argent garnie d'or, à la bordure d'azur croisetée d'argent.                                                                              |
| Blason de Hundling | Détails | * Il y a là non-respect de la règle de contrariété des couleurs : ces armes sont fautives (azur sur gueules). Le statut officiel du blason reste à déterminer. |

| Blason de Hunting | Blason  | D'or à l'aigle de gueules, becquée et membrée de sable, au lambel de quatre pendants d'azur brochant sur sa poitrine et à deux lettres capitales S du même brochant sur ses serres. |
| Blason de Hunting | Détails | * Il y a là non-respect de la règle de contrariété des couleurs : ces armes sont fautives (azur sur gueules). Le statut officiel du blason reste à déterminer.                      |

- Haut – A
- B
- C
- D
- E
- F
- G
- H
- I
- J
- K
- L
- M
- N
- O
- P
- Q
- R
- S
- T
- U
- V
- W
- X
- Y
- Z

## I
| Blason de Ibigny | Blason  | De gueules à deux saumons adossés d'argent accompagnés en chef d'un écu d'azur chargé d'une fleur de lys d'or et en pointe d'une étoile à six rais du même.    |
| Blason de Ibigny | Détails | * Il y a là non-respect de la règle de contrariété des couleurs : ces armes sont fautives (azur sur gueules). Le statut officiel du blason reste à déterminer. |

| Blason de Illange | Blason  | D'or à trois fasces d'azur.                      |
| Blason de Illange | Détails | Le statut officiel du blason reste à déterminer. |

| Blason de Imling | Blason  | D'argent à la croix de Lorraine d'or brochant sur une fasce de gueules, accostée de deux fleurs de lys d'or chargeant la fasce. |
| Blason de Imling | Détails | Le statut officiel du blason reste à déterminer.                                                                                |

| Blason de Inglange | Blason  | D'or, au demi-vol dextre de sable ; au chef soudé d'argent* fretté de gueules.                                                                         |
| Blason de Inglange | Détails | * Ces armes emploient le terme « cousu » dans le seul but de contrevenir à la règle de contrariété des couleurs : elles sont fautives : argent sur or. |

| Blason de Insming | Blason  | Coupé d'un et parti de trois : au premier fascé d'argent et de gueules de huit pièces, au deuxième d'azur semé de fleurs de lys d'or brisé en chef d'un lambel de gueules, au troisième d'argent à la croix potencée d'or cantonnée de quatre croisettes du même, au quatrième d'or à quatre pals de gueules, au cinquième d'azur semé de fleurs de lys d'or à la bordure cousue de gueules, au sixième d'azur au lion contourné d'or à la queue fourchue, armé, lampassé et couronné de gueules, au septième d'or au lion de sable armé et lampassé de gueules, au huitième d'azur semé de croisettes recroisetées au pied fiché d'or, aux deux bars adossés du même brochant sur le tout ; sur le tout d'or à la bande de gueules chargée de trois alérions d'argent. |
| Blason de Insming | Détails | Le statut officiel du blason reste à déterminer. |

| Blason de Insviller | Blason  | D'or à l'aigle bicéphale éployée de sable, à la bordure de gueules chargée de huit coquilles d'or.              |
| Blason de Insviller | Détails | Conflit héraldique : le dessin ne montre que quatre coquilles. Le statut officiel du blason reste à déterminer. |

| Blason de Ippling | Blason  | D'argent à la fasce vivrée de gueules, surmontée d'une croix pattée de sable, et soutenue d'une étoile d'azur. |
| Blason de Ippling | Détails | Le statut officiel du blason reste à déterminer.                                                               |

- Haut – A
- B
- C
- D
- E
- F
- G
- H
- I
- J
- K
- L
- M
- N
- O
- P
- Q
- R
- S
- T
- U
- V
- W
- X
- Y
- Z

## J
| Blason de Jallaucourt | Blason  | D'azur à la fasce d'argent accompagnée en chef de deux étoiles d'or soutenues chacune d'un croissant du même et en pointe d'une rose d'argent boutonnée et pointée d'or. |
| Blason de Jallaucourt | Détails | Le statut officiel du blason reste à déterminer. |

| Blason de Jouy-aux-Arches | Blason  | D'azur à l'aqueduc à cinq arches d'or, sur une rivière ondée d'argent. |
| Blason de Jouy-aux-Arches | Détails | Le statut officiel du blason reste à déterminer.                       |

| Blason de Jury | Blason  | Chevronné d'or et d'azur de huit pièces, au dextrochère de carnation, vêtu d'azur, mouvant d'une nuée d'argent, tenant une épée du même, garnie d'or, brochant sur le tout. |
| Blason de Jury | Détails | Le statut officiel du blason reste à déterminer. |

| Blason de Jussy | Blason  | Mi-parti : au premier de gueules aux trois besants d'or, le premier chargé d'une ombre de croisette pattée, au second d'azur à l'aigle bicéphale d'or. |
| Blason de Jussy | Détails | Le statut officiel du blason reste à déterminer. |

| Blason de Juvelize | Blason  | D'azur à la crosse contournée d'or mise en pal, à l'église d'argent brochante. |
| Blason de Juvelize | Détails | Le statut officiel du blason reste à déterminer.                               |

| Blason de Juville | Blason  | Mi-parti de gueules à deux saumons d'argent cantonnés de quatre croix recroisetées au pied fiché du même ; et de gueules à la fleur de lys d'argent florencée de sinople. |
| Blason de Juville | Détails | Le statut officiel du blason reste à déterminer. |

- Haut – A
- B
- C
- D
- E
- F
- G
- H
- I
- J
- K
- L
- M
- N
- O
- P
- Q
- R
- S
- T
- U
- V
- W
- X
- Y
- Z

## K
| Blason de Kalhausen | Blason  | Coupé d'azur à l'ancre d'argent, accostée de deux étoiles du même, et de sable au massacre de cerf d'or, surmonté d'une étoile à six rais de gueules.           |
| Blason de Kalhausen | Détails | * Il y a là non-respect de la règle de contrariété des couleurs : ces armes sont fautives (gueules sur sable). Le statut officiel du blason reste à déterminer. |

| Blason de Kanfen | Blason  | Écartelé: au 1er de gueules au lion issant d'or, aux 2e et 3e d'azur semé de fleurs de lis d'or, au 4e d'or à l'aigle de gueules.                                                                          |
| Blason de Kanfen | Détails | La relégation des armes de France ancien aux 2d et 3e de l'écartelé, peut sembler être une faute de goût héraldique de la part des concepteurs du blason. Le statut officiel du blason reste à déterminer. |

| Blason de Kappelkinger | Blason  | Écartelé en sautoir : au 1er de gueules à l'église d'argent, aux 2d et 3e d'argent à la coquille d'azur, au 4e de gueules à la crosse d'or issant de la pointe. |
| Blason de Kappelkinger | Détails | Le statut officiel du blason reste à déterminer. |

| Blason de Kédange-sur-Canner | Blason  | D'azur à l'aigle d'or, chargée d'une crosse de gueules mouvant de la pointe et accostée de deux lettres S du même. |
| Blason de Kédange-sur-Canner | Détails | Le statut officiel du blason reste à déterminer.                                                                   |

| Blason de Kemplich | Blason  | De gueules à trois alérions d'argent, au chef cousu d'azur chargé de trois étoiles d'or. |
| Blason de Kemplich | Détails | * Ces armes emploient le terme « cousu » dans le seul but de contrevenir à la règle de contrariété des couleurs : elles sont fautives : azur sur gueules. Le statut officiel du blason reste à déterminer. |

| Blason de Kerbach | Blason  | D'argent, à l'église de gueules mouvant d'une fasce abaissée ondée d'azur. |
| Blason de Kerbach | Détails | Le statut officiel du blason reste à déterminer.                           |

| Blason de Kerling-lès-Sierck | Blason  | Parti: au 1er d'or à la bande de gueules chargée de trois coquilles d'argent, au 2e mi-parti d'azur à l'aigle d'or, la tête contournée. |
| Blason de Kerling-lès-Sierck | Détails | Le statut officiel du blason reste à déterminer.                                                                                        |

| Blason de Kerprich-aux-Bois | Blason  | De sinople, à l'église terrassée d'argent.       |
| Blason de Kerprich-aux-Bois | Détails | Le statut officiel du blason reste à déterminer. |

| Blason de Kirsch-lès-Sierck | Blason  | De gueules à l'église d'or sur un mont de sinople, accompagnée de trois coquilles d'argent. |
| Blason de Kirsch-lès-Sierck | Détails | * Il y a là non-respect de la règle de contrariété des couleurs : ces armes sont fautives (sinople sur gueules). Armes parlantes. (kirche = église) Le statut officiel du blason reste à déterminer. |

| Blason de Kirschnaumen | Blason  | De gueules à la croisette d'or, accompagnée de trois coquilles d'argent 2 et 1 et de trois besants d'or 1 et 2. |
| Blason de Kirschnaumen | Détails | Conflit héraldique : le dessin présente deux besants d'or. Le statut officiel du blason reste à déterminer.     |

| Blason de Kirviller | Blason  | De gueules à l'église d'or, accompagnée en chef de deux cailloux du même, à la bordure aussi d'or chargée d'un orle de huit coquilles de sable. |
| Blason de Kirviller | Détails | Conflit héraldique : le dessin présente quatre coquilles de sable. Le statut officiel du blason reste à déterminer.                             |

| Blason de Klang | Blason  | Coupé: au 1er d'or à la bande de gueules chargée de trois alérions d'argent, au 2e d'argent au cep de vigne de sinople, fruité de pourpre, sur un échalas du même. |
| Blason de Klang | Détails | Le statut officiel du blason reste à déterminer. |

| Blason de Knutange | Blason  | Coupé: au 1er parti au I d'azur à deux bars adossés d'or accompagnés de quatre croisettes recroisetées au pied fiché du même, au II burelé d'argent et d'azur au lion de gueules, la queue fourchue et passée en sautoir, armé, lampassé et couronné d'or, brochant sur le tout, au 2e d'or au mont de sable crachant des flammes de gueules. |
| Blason de Knutange | Détails | Le statut officiel du blason reste à déterminer. |

| Blason de Kœking | Blason  | Coupé de gueules à l'agneau pascal d'argent portant une bannière d'argent chargée d'une croix du champ au bout d'une hampe d'or, et d'azur à trois fasces d'or. |
| Blason de Kœking | Détails | Le statut officiel du blason reste à déterminer. |

| Blason de Kœnigsmacker | Blason  | Parti burelé d'argent et d'azur de dix pièces, au lion de gueules à double queue, armé lampassé et couronné d'or et de gueules à une crosse et à une hache d'or posées en sautoir, au chef cousu d'azur chargé d'une croisette d'or.                 |
| Blason de Kœnigsmacker | Détails | Reprise des armes de Luxembourg à dextre, brisées par la fourche de la queue du lion. * Il y a là non-respect de la règle de contrariété des couleurs : ces armes sont fautives (azur sur gueules). Le statut officiel du blason reste à déterminer. |

| Blason de Kuntzig | Blason  | Parti de gueules au chef d'argent chargé de trois fusées de sable accolées en fasce, et d'azur à trois fasces d'or. |
| Blason de Kuntzig | Détails | Le statut officiel du blason reste à déterminer.                                                                    |

Pour les autres lettres : Armorial des communes de la Moselle (L - Z)